# 仮面ライダードライブの登場仮面ライダー
特撮テレビシリーズ『仮面ライダードライブ』に登場するヒーローキャラクター仮面ライダーとは、人類を脅かす機械生命体ロイミュードを倒すため、小型のスーパーカーシフトカーの力で変身して戦う者たちである。
劇中での「仮面ライダー」という名称は、ロイミュードの幹部格であるブレンが、バイクに乗った仮面の戦士（プロトドライブ）についての警告を仲間に発したときに呼んだ。
なお本項では、仮面ライダーと敵対するアンチヒーローキャラクターについても詳述する。

## トライドロン
仮面ライダードライブが運用するスーパービークル。正式型番TRIDORON-3000。警視庁特殊状況下事件捜査課、通称特状課に配備されており、平時は地下に設置された秘密の整備施設ドライブピットで待機しているが、事件が発生するとエレベーターで地上にせり出されて出動する。
高名な科学者であるクリム・スタインベルトが、ロイミュードに対抗するために生前に開発していたものであり、ロイミュードに殺害されたもののドライブドライバーに意識を転送させてベルトさんとなったクリムの話ではプロトドライブがハートロイミュードに倒された後、ベルトさん自身が「戦士を守れる強さがほしい」と願い、りんなと共に完成させた。生身の肉体を失ったベルトさんにとってのメインボディにあたり、移動時にはデッキボードに装着されるほか、ベルトさんの意思で遠隔操作を行うことができる。
大型グラビティエンジンコア・ドライビア-Tによってロイミュードが起こす重加速現象を無効化し、超高速マテリアル生成装置アッセンブルギアからドライブが使用する武器やタイヤを作り出す。またシフトカーの能力に応じた特殊タイヤを操るタイヤフエールによって攻撃を行う。車体は状況にあわせて3段変形し、さらにライドブースターとの合体で飛行可能となるなど、多面的に活躍する。
- 名称の由来は、仮面ライダーシリーズ初の4輪車である『仮面ライダーBLACK RX』の「ライドロン」に、「3」を意味する「tri」を付け加えたものである[7]。
- タイプスピードの撮影用車両（劇用車）はホンダ・NSXをカスタマイズした物である[8]。デザイン画では、本作品の仮面ライダーのキーワードであるタイヤを強調するため、左フェンダー部分が切り取られて、その部分だけF1マシンのようなスタイリングになっている[9]。ただし現実ではラジエーターなどの都合で切り取ることができない部分があるので、ボンネットの一部を黒く塗装して切り取ったかのように見せている[9]。設定上アッセンブルギアとされるシルバーのフレームは、シフトカーをシフトブレスに変形させるときの回転軸をイメージしたもの[9]。赤い車体を縦に走る白いレーシングストライプは、仮面ライダードライブ タイプスピードのデザインからのフィードバックである[10]。
- ベース車両は撮影時期から20年近く前のものなので、内装も古く見えないように手が加えられている[10]。外装の色を内装に流し込むことが一時期流行したイタリア車にならって内側も真っ赤に仕上げられ、ダッシュボードにはピニンファリーナ風のロゴバッジが付けられた[10]。
- 公道走行に必要なナンバープレートが取得できなかったため、撮影は公道に見える私有地で行われており、撮影現場への移動もトラックによる輸送である[11]。公道での劇用車の撮影では走行シーンだけではなく路上で停車しての撮影でも制限があるので[注釈 1]、第3・4話では仮ナンバーを取得し道路使用許可を申請して撮影が行われた[12]。また、法令上シートベルトも着用しなければならないため、仮面ライダーが着用してもおかしく見えないものとして、ラリー用の五点式シートベルトが採用された[11]。2016年からは石ノ森萬画館の正面入口にて展示されている[13]。
- 運転はレーシングチームが担当していたが、コクピットのシーンでのドライブは高岩がスーツアクターを務めていたため、一度トライドロンのシートを取り外して、調整をした後に空間を広げるために再度低い位置にシートをセットしていたという[14]。なお、劇用車はスーツアクターが演技をするには狭すぎるため、変身が絡む車内シーンの撮影には内装が同じで中を少し広くした「2号車」が用いられた[12]。ただし2号車の外観は普通の黒い車なので、1号車とは逆に外側を撮影に用いることができない[12]。

タイプスピード
トライドロンの基本形態。走行に使用する4輪のほか、車体後部に2つのグランタイヤを背負う形で装備している。左前部がフードで隠されているが、泊進ノ介が仮面ライダードライブに変身すると、特状課のマークが付いたボンネットの左側が格納され、左前輪のみタイヤがむき出しとなる。
左前輪はバリアブルトルクユニットとなっており、各種タイヤを装着できるほか、アッセンブルギアで生成した武器やタイヤをドライブに射出する機能がある。また車体前面には、対ロイミュード用圧縮エネルギー弾を放つ機銃フロントマシンキャノンを備える。

タイプワイルド
トライドロンが変形したオフロードカー形態。主に仮面ライダードライブ タイプワイルドが運用する。
タイプスピードの操縦席がいったん分離した後、車体が上下前後逆になり、再度操縦席を結合して完成する。
大型のグランタイヤが前輪となることで、あらゆる悪路を走破可能となった。さらにグランタイヤ表面に圧縮エネルギーを充填することで、強力な体当たりを放つ。
- なお、変形時に分離する操縦席は軽自動車をイメージしてデザインされた。

タイプテクニック
トライドロンが変形した特殊車両形態。主に仮面ライダードライブ タイプテクニックが運用する。
タイプスピードの操縦席がいったん分離した後、車体の前後が分割され、6輪全てのタイヤが接地するように再結合される。その後、操縦席の側面からメカアームが展開して車体の上に搭載され、変形完了となる。
車体の左右から伸びる2本のマイティスマッシュアームとその先端のパワーアーム・シャンクリッパークローを駆使して、障害物の除去や落下する人間の救助などの繊細な作業をこなすほか、敵の投げ飛ばしや打撃なども繰り出す。

ブースタートライドロン
トライドロン タイプスピードの右側面にライドブースターレッド、左側面にライドブースターブルーが合体して完成する飛行マシン。
ライドブースターのB-ショットバンパーに備わった機銃と、トライドロンのフロントマシンキャノンを併用することで、敵を攻撃する。また、改良型センサーで上空から微細な重加速粒子を検知可能。
テレビ版での登場に先行して劇場版『スーパーヒーロー大戦GP 仮面ライダー3号』に登場している。
ブースタートライドロン タイプワイルド
第40話に登場。仮面ライダーチェイサーの操縦するトライドロン タイプワイルドにライドブースターが合体したバージョン。
タイヤフエールでフレアを使うことで火炎で車体を包み、敵に突進する。
ライドブースター
トライドロンの強化を目的にりんなによって開発された飛行用のカートマシン。
マッハ用のライドブースターレッドとチェイサー用のライドブースターブルーの2台が開発され、それぞれがトライドロンの左右に合体することで飛行形態ブースタートライドロンとなる。
単体でも飛行でき、ライダーを乗せての空中戦を行う。ライドオンシートに座って操縦するのみならず、脚部を磁力で固定することにより立ち乗りで操ることもできる。さらに自律行動も可能だが、第39話ではその機能を蛮野天十郎に悪用されて危機を招いたこともあった。
中型グラビティエンジンコア・ドライビア-Bによって動力を生み、B-ショットバンパーからは圧縮エネルギー弾を発射する。また、上空からでも重加速粒子を検知可能な改良型複合センサーを搭載している。
合体機能には高い汎用性があり、トライドロン各タイプ以外にも『劇場版 仮面ライダードライブ サプライズ・フューチャー』ではライドクロッサーと合体している。さらに『仮面ライダー×仮面ライダー ゴースト&ドライブ 超MOVIE大戦ジェネシス』では、仮面ライダーゴーストの使役するイグアナゴーストストライカーとまで合体していた。
- デザインモチーフはゴーカートで、製作当時に話題となっていたドローンのイメージも付け加わっている。

スペック
| 名称                                  | 全長  | 乾燥重量 | 馬力                      | 最高時速                              |
| ------------------------------------- | ----- | -------- | ------------------------- | ------------------------------------- |
| トライドロン タイプスピード           | 4.9 m | 1,450 kg | - 3,000 ps - （2,206 kw） | 560 km/h                              |
| トライドロン タイプワイルド           | 4.9 m | 1,450 kg | - 3,000 ps - （2,206 kw） | 239 km/h                              |
| トライドロン タイプテクニック         | 4.3 m | 1,450 kg | - 3,000 ps - （2,206 kw） | 219 km/h                              |
| ブースタートライドロン                | 4.9 m | 1,800 kg | - 3,600 ps - （2,648 kw） | - 410 km/h - （最高飛行速度650 km/h） |
| ブースタートライドロン タイプワイルド | 6.1 m | 1,800 kg | - 3,600 ps - （2,648 kw） | - 390 km/h - （最高飛行速度600 km/h） |
| ライドブースター                      | 2.8 m | 175 kg   | - 250 ps - (183.9 kw)     | 370 kw/h                              |
| トライドロン タイプフルーツ           | 4.9 m | 1,450 kg | 不明                      | 不明                                  |

### テレビシリーズ以外の作品に登場するトライドロン
トライドロン タイプフルーツ
シフトカー・シフトフルーツの力で変化した特殊な形態。詳細は仮面ライダー×仮面ライダー ドライブ&鎧武 MOVIE大戦フルスロットル#アイテムを参照。
オトモ忍トライドロン / シュリケンジントライドロン
トライドロンが変形した中型ロボと、さらに『手裏剣戦隊ニンニンジャー』のシュリケンジンと合体した巨大ロボ。詳細はスーパーヒーロー大戦GP 仮面ライダー3号#関連用語・装備・戦力を参照。
ネクストライドロン
2035年の未来で製作された新型車両。詳細は劇場版 仮面ライダードライブ サプライズ・フューチャー#仮面ライダーダークドライブを参照。
プロトトライドロン
トライドロンの試作機。詳細は劇場版 仮面ライダードライブ サプライズ・フューチャー#設定・用語を参照。

## 仮面ライダードライブ
泊進ノ介が左腕に装着したシフトブレスにシフトカーを装填し、ドライブドライバーとトライドロンに信号を伝達することで変身する仮面ライダー。シフトブレスに装填するシフトカーに応じて、その体に装着するタイヤを交換するタイヤコウカン（タイヤ交換）により、さまざまな強化形態となって能力を発揮する。システムに内蔵されたコア・ドライビア-Nの力で重加速現象の影響を受けない性質から、ロイミュードに直接対抗可能な存在である。決め台詞は戦闘開始時に発声する「ひとっ走り付き合えよ！」。
進ノ介が見出される以前には詩島霧子が変身を試みたことがあったが、タイヤ装着の衝撃に耐えられず失敗している。
物語中盤より現れるようになった融合進化態のロイミュードに対しては、チェイスより組織サンプルとして提供された生体パーツから得たデータを元に各ドライバーがチューニングを施されたことで、人とロイミュードの分離を可能とする能力を追加された。
- 最初に決められたコンセプトは「車に乗るライダー」であること[24]。直近の仮面ライダーは奇抜なデザインが続いていたことから、それ以上過激になっていく傾向をたどらないように、車をモチーフとしたシンプルにカッコいいヒーローキャラクターが指向された[24]。『ナイトライダー』を参照して「車と会話ができる」という設定が提案されたが、一方で「変身ベルトがしゃべる」という設定もあったため、両者を集約して「車の運転中はベルトとコミュニケーションをとり、変身するときはベルトを腰に巻いて一緒に戦う」という形となった[7]。
- なお、作品のテーマのひとつである「警察」の要素は、前半のデザインが終わったころに導入が決まったものなので、キャラクターの造形には反映されていない[25]。車の活用法が模索されていたころには「パトカーの仮面ライダー」というデザイン案も出されてはいたが、あまりに直截過ぎて面白みに欠けるので採用はされなかった[26]。
- スーツアクターの高岩成二は、進ノ介が相手を殺すことが目的ではない警察官であることから発想して殴る蹴るという動作を避け、警察官が使用する躰道や関節技をアクションに取り入れている[27][28]。銃の撃ち方は「ドライブ」と呼ばれる銃を両手で挟んで構える撃ち方のため、左右両方で撃てることから実戦向きとなっている[28]。変身前後にやる仕草として、運転手であることから、グローブをはめ直すものとなっている[29]。「ひとっ走り、つきあえよ」の際の相手を少しかがんでのぞき見るポーズは、相手を窓を開けて車の中から見るイメージとなっている[29]。第20話の名乗りは『激走戦隊カーレンジャー』の名乗りが取り入れられている[30]。
- 撮影用のスーツは、主役仮面ライダーとしては『仮面ライダーフォーゼ』以来に電飾を仕込むことが可能となる[31]。マスクは従来の眼の電飾を換装可能なアップ用・眼が固定されたアクション用の他に、眼・額中央にLEDを配置した「超アップ面」と呼ばれる総FRP製の物も製作された[31]。電飾の点灯は従来のスーツではスタッフが外部から操作することが多かったが、ドライブのスーツでは着用したスーツアクターが直接できるようになっている[31]。

ツール
ドライブドライバー
仮面ライダードライブの変身ベルト。ドライブシステムの開発者であるクリム・スタインベルトの全意識が宿っており、中央部のディスプレイセントラルフェイスに表情を表示することで流暢なコミュニケーションが可能。進ノ介は初対面のときに「ベルト」と呼び捨てにして叱られてしまい、以降は「ベルトさん」と呼んでいる。進ノ介が特状課にドライブとしての正体を明かす前はショルダーバッグに入れて持ち歩いていた。
セントラルフェイスの右隣にあるキーアドバンスドイグニッションを捻ってグラビティドライブエンジンコア・ドライビア-Dを高速回転させ、レバーモードに変形した変身用シフトカーを操作することで発せられたシフトブレスからの信号を受信。エネルギー体として現れた装甲が変身者への装着と同時に実体化する。同時にシフトブレスからの信号を受け取ったトライドロンから、シフトカーに対応するタイヤが生成・射出されてドライブのボディに装着されて変身完了する。
ドライバーのエンジンを再びかけた後、レバーモードに変形したタイヤコウカン用シフトカーをブレスに装填して倒すことでタイヤコウカンが発動する。また、シフトブレスに装填されているシフトカーのレバーを倒すことで発せられた信号を読み取り、個別の能力を発揮（シフトアップ）する機能も有する。
バックル部は自動車のインパネをモチーフとしており、デュアルスキャナーには高級車に見られる木目調のワンポイントが入っている。ベルト部ドライバーウェビングはシートベルトがモチーフである。
ドライブピット内でのベルトさんは専用のクレードルにセットされ、霧子に押されながら移動する。この描写は、車椅子の天才博士が美人助手に押されているイメージである。なお、ベルトさんの自走する体はあくまでトライドロンであるため、クレードルは自走しない。
- 玩具のディスプレイは、扇風機に似たファンとLEDを組み合わせて光の残像で絵を浮かび上がらせる「バーサライタ」という技術を用いている。

シフトブレス
ドライブが左手首に装備しているブレスレット型のデバイス。レバーモードに変形したシフトカーを中央部のシフトランディングパネルに装填して倒すシフトアップを行うことで、ドライブドライバーやトライドロンにシフトカーの情報が送信され、様々な技を放つ。さらに赤いボタンイグナイターを押すことでフルスロットル状態となり、装填したシフトカーの能力に対応した必殺技を発動する。
また、シフトランディングパネルはバイラルコアの情報を引き出すために使うこともできる。
イグナイター付近に書かれているアルファベットの「HTD」はヒッサツ・タイヤコウカン・ドライブの略。
- 直近の仮面ライダーにベルトを操作するギミックばかりが続いたことから、少し変身のあり方を変えるために、ブレスレットとベルトが赤外線通信する仕組みが考案された。

ハンドル剣
クリムが開発し、沢神りんなによって強化された、ハンドルが付属した加速剣。その形状から進ノ介が命名した。ドライブの意思に応えてトライドロンから射出される。
刀身SO-フレームシャフトは新開発の圧縮SO-1合金で構成され、刃部分ハイスラッシャーが超高速振動してあらゆる物を斬り裂く。グリップガード部に搭載されたターンアクションハンドルを回すことでエネルギーをチャージし、クラクションターンエンダーを押すことでそのエネルギーをドライブの脚部に解放してドリフト回転攻撃を可能とする。
また、鍔のシフトランディングパネルにシフトカーを装填することで様々な技を繰り出せる。
ハンドル剣はドライブの全タイプで使用可能だが、使用方法には多少の違いがあり、タイプテクニックでは逆手に構える。
- 本作品はシンプルをコンセプトとしているため、ハンドルそのものをあしらうというわかりやすい造形になっている。「子供が触ってはいけない物」の代表であるハンドルに、玩具で思う存分触れるようにデザインされた。

ドア銃
りんなが開発した、ドアをあしらった銃。その形状から進ノ介が命名した。ドライブの意思に応えてトライドロンから射出される。進ノ介はまだ装備を実視していない段階において、ハンドル型の新装備ハンドル銃だと思い込んでいた。
側面にあるSO-ドアパネルシールドを開閉することで空気中のエネルギーを吸収し、強力なエネルギー弾に変換して発射する。ただしエネルギーの流出防止のため、ドア部分が完全に閉まっていない状態でトリガーを引いた場合は補充ができずに「半ドア」の警告音が鳴る。ドアパネルは敵からの打撃を受け止める盾としても機能し、付属するSO-ドアグラスシールドはエネルギー攻撃を変質させて反射できる。また、ドア型のバリアーを展開可能である。
銃身上部のシフトランディングパネルにシフトカーを装填することで、それぞれの特性に応じた攻撃を発動する。
ドア銃はドライブの全タイプで使用可能だが、精密射撃を可能とするタイプテクニックが使用するときに真価を発揮する。
- ハンドル剣がスーパー戦隊シリーズに出てきてもおかしくないストレートさだったので、ひとひねり加えて普通は武器にしないようなモチーフが選ばれた。車のドアをガチャガチャするという、「子供がやりたいけどやってはいけないこと」を玩具で実現できるようにデザインされた。
- 半ドアの設定は、玩具に仕込まれていた音声を、ドライブのスーツアクターを務めた高岩が提案したりんな役の吉井怜との小芝居で生まれたものであるという。

### タイプスピード
シフトブレスにシフトスピードを装填して変身するドライブの基本形態。
全身を覆うG-ドライビングスーツは黒、各部の装甲は赤を基調としている。変身後は胸部に各種タイヤがたすき掛けに装着される。胸部に形成されるグラビティドライブエンジンコア・ドライビア-Nによって稼動エネルギーを生み出し、重加速現象を打ち消す。
「タイプスピード」の名称の通り、素早さを活かしたスピーディーな格闘戦を得意とし、全体能力のバランスが取れている。初戦では進ノ介が不慣れだったため、下級ロイミュードにも苦戦しつつもベルトさんの助言を受けながら戦い抜き、徐々に確かな戦闘能力を得た。
- デザインコンセプトは「車を人型にしたらどうなるか」[26]。口元のエアーエキゾーストパイプ[43]周辺だけが細かいメカで、他の箇所はつるりとした車のボディのように造形されている[26]。肘は給油ノズル、右胸はドアノブ、肩はウインカーをモチーフとしている[26]。背面はシャーシをイメージして黒一色で構成されており、排気口などの細かなメカディテールが造形されている[26]。また、スポーツカーらしさを出すため、頭部中央には白いレーシングストライプが走り、額には磨かれたクロームのR-エンブレム[43]が据えられている[26]。
- 撮影用マスクには従来のアップ用とアクション用のほか、額と目にLED電飾を仕込んだ「超アップ用」、そしてトライドロン運転時の安全を考慮した「クルマ用」がある[44]。アップ用スーツの赤いプロテクタ－はすべてFRP製で、これが車のようなつやのある色合いを再現可能としている[45]。黒いベーススーツにもアップ用とアクション用があるが、それに加えて背面を伸縮性のあるポリエステル生地「エラスフィット」で縫製した「サマー用」がある[45]。各種タイヤはスピード・フレア・スパイクの3種のみアップ用とアクション用が用意され、他は基本的にひとつずつ造られた[46]。高岩は、ボディの中央でたすき掛けになったタイヤがあることにより圧が体にかかり、斜めについていることから不安定さばかりを感じられ、体の周りでタイヤがスパイラルに回転するような気持ちの悪い感覚が初期はあり、またタイヤの形状によっては腕がシフトブレスに届かなくなるためフィッティング段階で調整を要したことなどを語っている[47][14]。
- スーツアクターの高岩は、関節を取って抑え込む逮捕術の動きをアクションで使っている[28]。

タイヤコウカン
タイプスピード フレア
マックスフレアで変身した姿。炎を操る。
タイプスピード スパイク
ファンキースパイクで変身した姿。タイヤについたトゲミドルスパイクニードルで攻撃する。
タイプスピード シャドー
ミッドナイトシャドーで変身した姿。分身や手裏剣を駆使して忍者のように戦う。
タイプスピード ミキサー
スピンミキサーで変身した姿。コンクリート弾を撃ち出す。
タイプスピード ハンター
ジャスティスハンターで変身した姿。檻に変化するジャスティスケージを装備する。頑丈に作られており、盾としても機能する。
タイプスピード モンスター
マッシブモンスターで変身した姿。両手にモンスターという武器を装備する。本来、タイプスピードとは相性が悪いはずなのだが、うまく使いこなせている。
タイプスピード キャブ
ディメンションキャブで変身した姿。タイヤの部分で体を分割することができる。
タイプスピード ベガス
ドリームベガスで変身した姿。両手にドラムシールドを装備する。
タイプスピード ドクター
マッドドクターで変身した姿。聴診器型治療器キュアクイッカーを装備する。
タイプスピード ダンプ
ランブルダンプで変身した姿。ドリルランブルスマッシャーを装備する。
タイプスピードとは相性が悪く、ダンプの強大なパワーに振り回されてしまい、性能を活かしきれなかった。

スペック
| 名称                      | 身長   | 体重     | パンチ力 | キック力 | ジャンプ力 （ひと跳び） | 走力 （100 m）                    |
| ------------------------- | ------ | -------- | -------- | -------- | ----------------------- | --------------------------------- |
| タイプスピード            | 199 cm | 102 kg   | 6 t      | 10.4 t   | 32 m                    | - 5.7秒 - （加速時の走力：1.8秒） |
| タイプスピード フレア     | 199 cm | 103.8 kg | 6.1 t    | 10.6 t   | 31.9 m                  | 5.8秒                             |
| タイプスピード スパイク   | 199 cm | 105 kg   | 6.2 t    | 10.7 t   | 31.8 m                  | 5.9秒                             |
| タイプスピード シャドー   | 199 cm | 103.0 kg | 6 t      | 10.4 t   | 33 m                    | 5.6秒                             |
| タイプスピード ハンター   | 199 cm | 110 kg   | 6.5 t    | 11.2 t   | 31.4 m                  | 6.2秒                             |
| タイプスピード ミキサー   | 199 cm | 109 kg   | 6.3 t    | 11 t     | 30.8 m                  | 6.3秒                             |
| タイプスピード モンスター | 199 cm | 107 kg   | 6.6 t    | 11.2 t   | 31.5 m                  | 6.1秒                             |
| タイプスピード ベガス     | 199 cm | 108 kg   | 6.4 t    | 10.8 t   | 31.5 m                  | 6秒                               |
| タイプスピード キャブ     | 199 cm | 103 kg   | 6 t      | 10.4 t   | 31.9 m                  | 5.8秒                             |
| タイプスピード ダンプ     | 199 cm | -        | -        | -        | -                       | -                                 |
| タイプスピード ドクター   | 199 cm | 106.5 kg | 5.6 t    | 9.8 t    | 31.1 m                  | 6.3秒                             |
必殺技
括弧内は使用タイプ。
スピードロップ
タイヤ型のエネルギーを発生させて敵を包囲・弾き飛ばし、周囲を高速旋回するトライドロンと敵を交互に蹴り付けて反転・加速しながら連続蹴りを叩き込む。
トライドロンを使用しない場合は、従来のシリーズと同様に飛び蹴りを叩き込む。
マックスフレアで使用した場合は炎を纏いながら放ち、ミッドナイトシャドーで使用した場合は分身しながら放つ。
ターボスマッシュ
フルスロットルで放つスピードパンチ。
オールタイヤアタック
ドライブドライバーの指令によって発動する。ドライブが装着しているものを除き、一度の戦闘で召喚した全てのタイヤを再召喚、敵に向けて飛ばす。
ターンスラッシュ
ハンドル剣にシフトスピードを装填し、地面を横滑りしてすれ違い様に敵を両断する。
ミッドナイトシャドーを装填した場合はハンドル剣から手裏剣型光弾を飛ばし、ドリームベガスを装填した場合は777の軌跡を描きながら連続で斬りつける。
タイヤドライブショット
ドア銃にシフトスピードを装填し、タイヤ型のエネルギーを発生させて蹴り飛ばした後エネルギー弾を放つ。
フレアストリーム（フレア）
マックスフレアタイヤを高速回転させ、無数の火炎弾を飛ばす。
スパイクトルネード（スパイク）
シフトアップで発動。トゲの生えたファンキースパイクタイヤを高速回転させ、敵をズタズタにする。
シャドーシュリケーン（シャドー）
シフトアップで発動。エネルギー手裏剣を連射する。
ジャスティスマッシュ（ハンター）
ジャスティスケージで形成した檻に敵を閉じ込め、自身の周囲に複数発生させたタイヤ型のエネルギーに弾かれる形で加速し、勢いのまま渾身のパンチを叩き込む。
キャノンクリート（ミキサー）
スピンミキサータイヤのコンクリシューターから特殊な生コンクリート弾を発射する。生コンクリート弾は着弾と同時に硬化し、敵を固めて動きを封じる。
モンスクランチ（モンスター）
マッシブモンスタータイヤの舌で敵を拘束し、エネルギー体のモンスターで挟み砕く。
ディメンションブランチ（キャブ）
体を分割して、敵の意表をつく攻撃を仕掛ける。
ミリオンアタック（ベガス）
ドリームベガスタイヤとドラムシールドがスロットのように回転し、揃った絵柄に応じた数のコインを飛ばして攻撃する。777が揃うと大量のコインを排出するが、絵柄によってはコインが少なく攻撃として成り立たない場合もある。劇中でのベルトさんと進ノ介の会話から、スロットは通常時はベガスによって止められるが、進ノ介の自由意思で止めることも可能。
ヒッサツフルスロットルスペシャル ハンター&モンスター（ハンター）
ジャスティスハンターとマッシブモンスターの友情技。モンスターが合体したジャスティスケージを回転させ、上から敵を押し潰す。

### タイプワイルド
シフトブレスにシフトワイルドを装填して変身するドライブの派生形態。変身には装着者の強いパッション（情熱）が必要とされる。シフトワイルドを手にした当初の進ノ介は、クラッシュロイミュードの標的となっていた倉持満が裏で密輸犯罪に手を染めていたと知り、やる気を失っていたため変身できなかった。しかし正義を守るよりも、市民を守るほうが大切だと気づいたことで、タイプワイルドへの変身が可能となった。
全身を覆うG-ドライビングスーツはシルバーグレー、各部の装甲は黒を基調としている。変身後は右肩に各種タイヤが縦向きに装着される。
ハンドル剣を用いた技とタイプスピード以上のパワーを活かした突進攻撃を得意とする。
『ファイナルステージ』では、チェイスがこの形態に変身した。
- 頭部のデザインモチーフは、オフロード車とアメリカンフットボールのヘルメット[58]。標準装備されるシフトワイルドタイヤも、サイドウォールやトレッドパターンが大ぶりになったオフロード仕様である[59]。
- 撮影用スーツは、シルバーのベーススーツも含めてアップ用とアクション用の2種類が作られた[60]。

タイヤコウカン
タイプワイルド ドクター
マッドドクターで変身した姿。聴診器型治療器キュアクイッカーを装備する。
マッドドクタータイヤのトレッド面にはスキャンした対象の健康状態を表示するアライブパルサーが描かれている。
タイプワイルド ダンプ
ランブルダンプで変身した姿。ドリルランブルスマッシャーを装備する。
タイプワイルドは高出力のシフトカーと相性がよく、進ノ介によれば、タイプスピード時には重かった装備も浮き輪のように軽くなる。
タイプワイルド レッカー
フッキングレッカーで変身した姿。強化ワイヤーフック・キャプチャーフックを装備する。

スペック
| 名称                    | 身長   | 体重     | パンチ力 | キック力 | ジャンプ力 （ひと跳び） | 走力 （100 m） |
| ----------------------- | ------ | -------- | -------- | -------- | ----------------------- | -------------- |
| タイプワイルド          | 197 cm | 123 kg   | 8.1 t    | 14.1 t   | 21 m                    | 7.2秒          |
| タイプワイルド ダンプ   | 197 cm | 146.1 kg | 10.9 t   | 19.4 t   | 13.1 m                  | 10.6秒         |
| タイプワイルド レッカー | 197 cm | 139.4 kg | 10.1 t   | 18.6 t   | 13.7 m                  | 9.9秒          |
| タイプワイルド ドクター | 197 cm | 122.5 kg | 7.6 t    | 14.3 t   | 20.4 m                  | 8秒            |
必殺技
括弧内は使用タイプ。
ワイルドロップ
キック技。
パイルブレイク
パンチ技。
ドリフトスラッシュ
ハンドル剣にシフトワイルドを装填し、高速回転しながら旋回して敵を切り刻む。あるいは装填せずにドリランブルと同時に攻撃する。
オーバーワイルド
シフトワイルドタイヤを装備した右肩で仕掛ける強力なショルダータックル。
ドリランブル（ダンプ）
ランブルスマッシャーを左手に装備し、敵を射抜くように突きを繰り出す。
レッカーワインド（レッカー）
キャプチャーフックで対象を拘束する。

### タイプテクニック
シフトブレスにシフトテクニックを装填して変身するドライブの派生形態。変身にはクールな心が必要とされる。当初の進ノ介では使いこなせなかったが、子供を危険にさらすボルトロイミュードの非道さに怒りで頭がクールになって変身を遂げた。
全身を覆うG-ドライビングスーツは黒、各部の装甲は黄緑を基調としている。変身後は胸部に各種タイヤが横向きに装着される。
額のヘッドライトアナライザーで対象の内部構造を解析し、両肩のデュアルコマンドショルダーに内蔵された行動サポートデバイスが両腕のアシスト装置レギュレイトシリンダーと連動することで、精密作業を自動的かつ高速で実行可能とする。また、頭部両側の複合センサーシャンクリッパーアンテナによって広範囲を高精度で索敵する。「最強のメカニックマスター」の異名を持ち、対ボルトロイミュード戦では、機械の解体作業を行いながら、背後の敵を狙い打つという離れ業を披露した。
『ファイナルステージ』では、ブレンがこの形態に変身した。
- デザインモチーフは建設機械[66]。撮影用スーツは、タイヤを着用した後に肩パーツをはめ、それからレギュレイトシリンダーを接合するという手順を踏んでようやく完成する[67]。

タイヤコウカン
タイプテクニック ブレイバー
ファイヤーブレイバーで変身した姿。タイヤからはしご装置ラダーエキスパンダーが伸びる。
タイプテクニック グラビティ
ローリングラビティで変身した姿。分銅型武器10tオモーリを装備する。
タイプテクニック ウィンター
ロードウィンターで変身した姿。胸に瞬間冷凍装置フロストリーマーを装備する。

スペック
| 名称                        | 身長   | 体重     | パンチ力 | キック力 | ジャンプ力 （ひと跳び） | 走力 （100 m） |
| --------------------------- | ------ | -------- | -------- | -------- | ----------------------- | -------------- |
| タイプテクニック            | 203 cm | 110 kg   | 7.2 t    | 11.2 t   | 26.1 m                  | 7.4秒          |
| タイプテクニック ブレイバー | 203 cm | 140.7 kg | 9.2 t    | 14.8 t   | 16.6 m                  | 10.6秒         |
| タイプテクニック グラビティ | 203 cm | 153 kg   | 9.5 t    | 15.5 t   | 15.3 m                  | 11.2秒         |
| タイプテクニック ウィンター | 203 cm | 146.9 kg | 9.1 t    | 15.3 t   | 15.6 m                  | 11秒           |
必殺技
括弧内は使用タイプ。
テクニドロップ
キック技。
パーフェクショット
タイプテクニックの特性を活かした超精密射撃で、背後の敵にも撃ち込むことが可能。
ファイヤーブレイバーを装填した場合ははしご型のエネルギーで対象を捕らえ、安全圏に運んでからエネルギー弾を撃ち込む。
ローリングラビティを装填した場合は上空にタイヤ型のエネルギーを発射し、無数の拡散ビームを降らせて敵を撃ち抜く。
レスキューダウン（ブレイバー）
ラダーエキスパンダーで敵を捕らえた後、自身の手元に引き寄せて中段蹴りを叩き込む。『仮面ライダー4号』にて使用。
インパクト10（グラビティ）
10tオモーリの力で重力場を発生させる。

### タイプデッドヒート
シフトブレスにシフトデッドヒートを装填して変身するドライブの強化形態。ハートロイミュードのデッドゾーンの能力に対抗するために開発されたもので、初使用時では未完成だったが、ハーレー・ヘンドリクソン博士の手によって完成した。シフトデッドヒートは仮面ライダーマッハと共用する特殊なシフトカーであり、マッハがデッドヒートマッハに変身しているときは、ドライブはこの形態になれない。
マッハのベーススーツとドライブ タイプスピードの胸部装甲を合わせたような外見で、胸にはタイプデッドヒートタイヤが装備される。また右肩には、稼動エネルギーと熱を生成する小型タイヤDH-コウリンがある。
ドライブの初期3タイプを越える戦闘能力を発揮でき、必殺技ではない通常のパンチやキックですら超高熱エネルギーを帯びる。しかしその反面、DH-コウリンのメーターがレッドゾーンに達するとタイヤがバーストして制御が困難になり、進ノ介の意志に逆らって敵味方関係なく暴走する危険な状態に陥ってしまうが、マッハに必殺技をかけてもらうことで制止する。
『ファイナルステージ』では、剛がこの形態に変身した。
- シリーズ前作『仮面ライダー鎧武/ガイム』の1号変身ベルト「戦極ドライバー」は、2号ベルト「ゲネシスドライバー」のパーツと合体することでシステムを拡張させ、仮面ライダーをパワーアップさせた[72]。本作品でもそのような一風変わったパワーアップができないかと検討した結果、ドライブとマッハが共通して使えるシフトカーが考案された[72]。これは裏を返せば一度に1人しか使えないということであり、変身できないもう1人に制止役という立場を与えるため、暴走するという設定が作られた[72]。
- 撮影用スーツはマッハのベーススーツを使用している[73]。新規パーツはマスク・胸プロテクター・両肩の装甲・2種類のタイヤである[73]。

タイヤコウカン
タイプデッドヒート フレア
マックスフレアで変身した姿。デッドヒートの高熱とマックスフレアの火炎の力が合わさり、異常なまでの高熱エネルギーを放つ。

スペック
| 名称                      | 身長   | 体重     | パンチ力 | キック力 | ジャンプ力 （ひと跳び） | 走力 （100 m） |
| ------------------------- | ------ | -------- | -------- | -------- | ----------------------- | -------------- |
| タイプデッドヒート        | 200 cm | 107.1 kg | 15.2 t   | 23.7 t   | 36.5 m                  | 3.2秒          |
| タイプデッドヒート フレア | 200 cm | 108.9 kg | 15.6 t   | 24.2 t   | 36.4 m                  | 3.3秒          |
必殺技
デッドヒートドロップ
全身に熱エネルギーを纏って空中に飛び上がり、急降下して飛び蹴りを叩き込む。マックスフレアで使用した場合は炎を纏いながら放つ。
強力な連続パンチ
ベルトのアドバンスドイグニッションを回すか、シフトブレスのイグナイターを押して発動する。
超高熱エネルギーの解放
ベルトのアドバンスドイグニッションを回して発動。タイヤ型のエネルギー塊を蹴り出す。

### タイプフォーミュラ
シフトブレスにシフトフォーミュラを装填して変身するドライブの超強化形態。クリムの想定では、この姿がドライブの最強形態だった。
全身を覆うGP-ドライビングスーツは黒、各部の装甲は青を基調としている。変身後は両腕に他のタイプよりも小ぶりのタイヤが装着される。また、装甲部分にはF1マシンに書かれたスポンサー名のように各種シフトカーを表すロゴが描かれている。背面には爆発的な推進力を生む装置エクスファンブーストがある。
超高速移動を可能とする形態で、それまでの全タイプを越える能力を備えているが、その代償として変身者の肉体に多大な負担をかけるため、ベルトさんは存在を秘密にしていた。しかし魔進チェイサーが、従来のドライブでは無効化できない超重加速を身につけたため、実戦投入された。結果として窮地を逃れることはできたものの、その一戦で必殺技を決めたことで進ノ介は首を痛めることとなった。
キックやパンチによる必殺技もあるが、進ノ介の肉体的負担を軽減するため主にトレーラー砲による必殺技が使用される。また、加速状態を連続使用するとボディがオーバーヒートを起こすため、専用のシフトカーによるメンテナンスを受ける必要がある。
『ファイナルステージ』では、メディックがこの形態に変身した。
- デザインモチーフは地上最速のマシンであるフォーミュラ1カー[72]。この後にさらなるフォームが控えていることは決まっていたが、先に最終形態を作ってから穴埋めのようにデザイン作業を行うことは避けられ、考え得る最強のモチーフが敢えてこの時点で使用された[72]。しかしスピードが向上したといっても、それだけで強さを表現するのは難しいことから、魔進チェイサーに超重加速発生能力が設定され、タイプフォーミュラはその状況下でも高速移動できるということになった[72]。
- 胸部装甲がF1マシンとして、黒いGP-ドライビングスーツは道路を、体側にある赤白のストライプ模様はFIサーキットの縁石をイメージしており、サーキットを駆けるマシンを全身で表現している[78]。ドライブの他タイプにならうならば頭部は車のボディをモチーフとするところだが、タイプフォーミュラは例外的にF1レーサーのヘルメットを基にしており、色も他の部位で使われている青ではなく黄色にして目立たせている[78]。目の部分を覆う黒いゴーグルウィンガードバイザー[75]も、F1ヘルメットのバイザーに由来する[78]。なお、全身にシフトカーのロゴを配するアイディアはもともとタイプスピードで検討されており、設定上無理があったためそのときは不採用となったものである[79]。
- 撮影用スーツはアップ用とアクション用が作られた[80]。胸パーツが前に突き出しているうえ両腕にはタイヤを装着するので、スーツアクターは前に重心がある状態で腕を斜めに突っ張り続けなければならない[80]。そのためアップ用では中腰の姿勢を取るのがやっとであり、アクション用でもパーツのボリュームが変わるわけではないので、演技は過酷である[80]。

タイヤコウカン
タイプフォーミュラ マンターン
マンターンF01で変身した姿。150パーセント充填されるエネルギーを活かして、火炎攻撃を行う。
タイプフォーミュラ ジャッキー
ジャッキーF02で変身した姿。ジャッキライザーを使って敵を跳ね飛ばしたり、仲間のジャンプを支援する。
タイプフォーミュラ スパーナ
スパーナF03で変身した姿。高速回転するグラスパークローで攻撃する。クローはタイヤごと射出も可能。

スペック
| 名称                          | 身長   | 体重     | パンチ力 | キック力 | ジャンプ力 （ひと跳び） | 走力 （100 m）                     |
| ----------------------------- | ------ | -------- | -------- | -------- | ----------------------- | ---------------------------------- |
| タイプフォーミュラ            | 202 cm | 111.1 kg | 16.0 t   | 28.6 t   | 47.1 m                  | - 0.2秒 - （加速時の走力：0.12秒） |
| タイプフォーミュラ マンターン | 202 cm | 113.4 kg | 15.9 t   | 28.9 t   | 46.6 m                  | 0.240秒                            |
| タイプフォーミュラ ジャッキー | 202 cm | 114.9 kg | 16.4 t   | 29.2 t   | 44.3 m                  | 0.288秒                            |
| タイプフォーミュラ スパーナ   | 202 cm | 113.6 kg | 17.1 t   | 29.0 t   | 45.2 m                  | 0.250秒                            |
ツール
トレーラー砲
ハーレー博士がお手製のハーレーパイの包み紙に仕込んで残していった数式をヒントにして、りんなが開発した、トレーラーを模した大砲。例によって命名は進ノ介である。
グラビティドライブエンジンコア・ドライビア-THを搭載。トレーラーモードでは自律行動が可能で、シフトカー3車線分の道路を生成しながらドライブのもとに駆けつける。また、車体前方のW-ロードフラッシャーからビームを放って攻撃する。コンテナには最大2台のシフトカーを搭載可能だが、『手裏剣戦隊ニンニンジャーVS仮面ライダードライブ 春休み合体1時間スペシャル』ではニンニンジャーを支援する際に大量のシフトカーを射出していた。
フレームリアグリップを引き出すことでトレーラーモードから大砲モードに変形し、コンテナ部分のシフトランディングスロットに各種シフトカーを装填することでエネルギーを充填してそれぞれの特性を利用した強力なエネルギー弾を発射する。砲身の強化装甲ウォールメタルボディは非常に強固な造りとなっており、戦闘時には相手の攻撃を受け止める盾としても機能する。
シフトコンテナバレルの内部に2台のシフトカーを装填することでサイドゲージウィンドウに「FULL」のグラフィックが表示されフルスロットル状態となり、必殺技を発動する。
- デザインモチーフはトランスポータートラックで、「シフトカーの親玉」をイメージしている。

必殺技
フォーミュラドロップ
超高速移動を利用して、飛び蹴りを叩き込む。シフトアップを連続することで威力が高まる。『仮面ライダー4号』にて使用。
体当たり
フルスロットルで発動し、青いエネルギーを纏いながら超高速移動で近づき体当たりする。
トレーラーインパクト
トレーラー砲のスロットにシフトフォーミュラを装填して発動。コンテナに格納したシフトカー2台のエネルギーを増幅させ、「フルフルフォーミュラ大砲！」の音声とともに強力な砲撃を放つ。

### タイプトライドロン
シフトブレスにシフトトライドロンを装填して変身するドライブの究極形態。ドライブシステムを開発したクリムも想定していない、エネルギーがシフトトライドロンに集中したことで偶発的に誕生した形態である。
フリーズロイミュード（超進化態）に敗れて仮死状態となった進ノ介は、ベルトさんの力で細胞の死を免れていたため、かろうじて命をつないでいた。その進ノ介を霧子が運転するトライドロンに乗せて全シフトカーの力をりんなが調整したシフトトライドロンへと結集し、時速200キロメートルに達したときにエネルギーが進ノ介とベルトさんへと注ぎ込まれて蘇生、同時にタイプトライドロンへの変身が可能となった。
変身時、分解したトライドロンがアーマーとして装着され、全てのシフトカーがシフトトライドロンに吸収される。
全身を覆うG-パワードライビングスーツと各部の装甲は赤を基調としている。変身後は胸部の左側に各種タイヤが縦向きに装着される。胸部には、ドライブとトライドロンのコア・ドライビアが融合した高性能エンジン・コア・ドライビア-TNが搭載されている。
全タイプの中で最高の万能スペックを誇り、状況に応じてベルトさんの意思でボディをコントロールすることも可能。ベルトさんがコントロールしている際は複眼デュアルハイビームアイが黄色からドライブドライバーのディスプレイに似た縞状の赤色に変わり、戦闘スタイルもより落ち着いたものに変化する。
左腕には超高速マテリアル生成装置を組み込んだミキシングアームギアが備わり、内蔵したタイヤ合体システムタイヤカキマゼールを用いて相性が良いシフトカーに応じたタイヤ3輪を融合させ、強化タイヤを形成できる。この強化タイヤを装着することで、タイヤコウカン以上の性能を発揮し、より多次元的な戦法を繰り出せる。
『ファイナルステージ』では、ハートがこの形態に変身した。
- タイプフォーミュラのデザインで地上最速のF1マシンをすでに使ってしまっていたため、最強形態のモチーフ選定には困難が伴ったが、石森プロの田嶋秀樹が提唱した「子供たちが考える最速の車とはやはりトライドロンだろう」という意見が打開策となり、ドライブとトライドロンが「人馬一体」となるアイディアに行きついた[90]。
- 撮影用スーツは、ベーススーツも含めてアップ用とアクション用が作られた[91]。「シルエットが細くなったら動きやすいというのは大きな誤解」とスーツアクターの高岩成二は述べている[91]。
- ドライブのスーツアクターを務めた高岩成二は、進ノ介とベルトさんとの差別化として、進ノ介はアグレッシブに、ベルトさんは背筋を伸ばして、ツカツカと歩き、手をピシピシッと動かすなどスタイリッシュにしている[92]。

タイヤカキマゼール
3種のタイヤを1つに集約して行う、タイプトライドロンのタイヤコウカン。全7種類設定されたが、劇中に登場したのは3つのみ。
- 3台のシフトカーが併走する映像をイメージして考案されたものだが、実際の描写ではシフトカーが登場せず直接タイヤが出てくるので、大森プロデューサーは反省点のひとつとしている。

タイプトライドロン アタック1.2.3
マックスフレア、ファンキースパイク、ミッドナイトシャドーを合体。分身しながら炎とトゲで攻撃する。
タイプトライドロン ピーポーセーバー
ジャスティスハンター、マッドドクター、ファイヤーブレイバーを合体。キュアクイッカーで人々を救いつつ、ジャスティスケージで敵を捕らえる。
タイプトライドロン コウジゲンバー
ランブルダンプ、スピンミキサー、ローリングラビティを合体。ランブルスマッシャーと10tオモーリで攻撃する。
タイプトライドロン アメリカンドリーム
ドリームベガス、ディメンションキャブ、アメイジングサーカスを合体。劇中未登場。
タイプトライドロン タフガイ
マッシブモンスター、フッキングレッカー、デコトラベラーが合体。劇中未登場。
タイプトライドロン ウェザーリポート
バーニングソーラー、ロードウィンター、カラフルコマーシャルが合体。劇中未登場。
タイプトライドロン グランプリ
マンターンF01、ジャッキーF02、スパーナF03が合体。劇中未登場。
タイヤ全合体
シグマサーキュラーとの最終決戦で登場。全21種のタイヤが、7つのカキマゼールタイヤとなり、さらに1つの白いタイヤへと変わる。

スペック
| 名称                                | 身長     | 体重     | パンチ力 | キック力 | ジャンプ力 （ひと跳び） | 走力 （100 m） |
| ----------------------------------- | -------- | -------- | -------- | -------- | ----------------------- | -------------- |
| タイプトライドロン                  | 198.5 cm | 108.0 kg | 18.0 t   | 31.0 t   | 45.0 m                  | 0.643秒        |
| タイプトライドロン アタック1.2.3    | 198.5 cm | 108.0 kg | 18.0 t   | 31.0 t   | 45.0 m                  | 0.643秒        |
| タイプトライドロン ピーポーセーバー | 198.5 cm | 108.0 kg | 18.0 t   | 31.0 t   | 45.0 m                  | 0.643秒        |
| タイプトライドロン コウジゲンバー   | 198.5 cm | 108.0 kg | 18.0 t   | 31.0 t   | 45.0 m                  | 0.643秒        |
必殺技
トライドロップ
フルスロットルで発動し、敵に飛び蹴りを叩き込む。
パンチ（正式名称不明）
フルスロットルで発動し、敵にパンチを叩き込む。
トレーラービッグインパクト
トレーラー砲のスロットに変身用シフトカーを装填し、コンテナにシフトトライドロンを格納して発動。トライドロンそのものをエネルギー弾として射出する。
発射後のドライブはスロットに装填したシフトカーのタイプへ変身する。
斬撃（正式名称不明）
ハンドル剣にシフトトライドロンを装填し、トライドロンを模したエネルギーが周囲を高速旋回する中で斬撃を放つ。『シークレット・ミッション type LUPIN』にて使用。
必殺キック
タイヤ全合体の状態で放ち、ハートロイミュード超進化態のパンチとの同時攻撃でシグマサーキュラーを粉砕した。

### テレビシリーズ以外の作品に登場する仮面ライダードライブ
タイプフルーツ
シフトブレスにシフトフルーツを装填して変身するドライブの特殊形態。詳細は仮面ライダー×仮面ライダー ドライブ&鎧武 MOVIE大戦フルスロットル#仮面ライダードライブ タイプフルーツを参照。

タイプハイスピード
ロイミュード027が変身する「にせドライブ」に対抗するために、シフトブレスにシフトハイスピードを装填して変身するドライブの上級（ハイクラス）形態。『シークレット・ミッション type HIGH-SPEED!』のみ登場。
タイプスピードの強化形態で、各部の装甲はシルバーグレーを基調とし、頭部のエンブレムを高級車風のR-ウィングエンブレムに変え、タイヤは木目があしらわれている。
りんなが進ノ介の目の前でシフトスピードを改造し、スペックを引き上げたと説明したため、それを聞いた進ノ介は実際にパワーアップした気になったが、実際には色とデザインを多少変えただけであり、スペック自体もタイプスピードとほとんど変わらない。
- 撮影用スーツはタイプフルーツの改造であり、その後さらに超デッドヒートドライブとダークドライブへと再改造された。

タイヤコウカン
タイプハイスピード フレア
メガマックスフレアで変身した姿。火炎を操る。
タイプハイスピード ベガス
ドリームベガスで変身した姿。ドラムシールドを装備する。
必殺技
ハイスピードロップ
まばゆく輝きながら放つキック。
ミリオンアタック（ベガス）
大量のコインを放つ。

仮面ライダー超デッドヒートドライブ
チェイスから借りたマッハドライバー炎にトライドロンキーを装填して変身した半身装甲形態。詳細は劇場版 仮面ライダードライブ サプライズ・フューチャー#仮面ライダー超デッドヒートドライブを参照。
タイプスペシャル
シフトブレスにシフトネクストスペシャルを装填して変身するドライブの特殊強化形態。詳細は劇場版 仮面ライダードライブ サプライズ・フューチャー#仮面ライダードライブ タイプスペシャルを参照。
仮面ライダーデッドヒートドライブ
進ノ介用に新規開発されたマッハドライバー炎にシフトデッドヒートを装填して変身した特殊形態。詳細は仮面ライダー×仮面ライダー ゴースト&ドライブ 超MOVIE大戦ジェネシス#仮面ライダーデッドヒートドライブを参照。
仮面ライダーゼロドライブ
10年前にタイムスリップした進ノ介がシフトブレスにシフトスピードプロトタイプを装填して変身した想定外の形態。詳細は仮面ライダー×仮面ライダー ゴースト&ドライブ 超MOVIE大戦ジェネシス#仮面ライダーゼロドライブを参照。
タイプスピードワイルドテクニック
ハートが変身するドライブの特殊形態。詳細はドライブサーガ#仮面ライダードライブ タイプスピードワイルドテクニックを参照。

## 仮面ライダーマッハ
詩島剛がマッハドライバー炎にシグナルマッハを装填して変身する仮面ライダー。決め台詞は「追跡、撲滅、いずれもマッハ！」。
開発者はクリムの恩師にあたるハーレー・ヘンドリクソン博士。仮面ライダードライブよりも強力なネクストシステムを搭載しており、新型グラビティドライブエンジンNEX-コア・ドライビアは重加速現象を打ち消すだけでなく、リミッターを解除すれば自ら重加速を引き起こせる。マッハドライバー炎のブーストイグナイターを連打することで、「ズーット！マッハ！」の音声と共に猛スピードで行動でき、『スーパーヒーロー大戦GP 仮面ライダー3号』では仮面ライダーファイズ アクセルフォームと互角の超高速戦を演じた。ただし変身者の肉体にかかる負担が大きく、長時間変身していることはできない。戦闘後には頭部のコンポジットフェイスガードを展開することで全身内部の余剰エネルギーを排出する。
右肩前面には使用するシグナルバイクの能力をアイコン化して表示するタイヤシグナコウリンを備えており、武器のゼンリンシューターを持つことで右腕全体がバイクのように見える。また、左肩後方からは内包する液体金属の移動により重心バランスを保つ2枚のスタビライザーブラストマフラーが伸びる。
- 制作段階では、2号ライダーの乗り物を自動車にするかバイクにするかでスタッフの見解が分かれたものの、「普段乗っているバイクが魔進チェイサーのバイクと合体すれば四輪車になる」というアイデアにより両方の意見が充足され、2号ライダー「マッハ」はバイク乗りと決まった[108]。自動車をデザインに落としこんだ仮面ライダードライブにならうならば、マッハの形状はバイクを模した姿になるところだが、それは『仮面ライダーW』の「仮面ライダーアクセル」という先例がいたために避けられ、バイク用のつなぎを着てヘルメットを被った、まさに「ライダー」というデザインとなった[108]。左胸のR-エンブレム[105]は、ライダースーツらしくワッペン風になっている[108]。白いスーツにヘルメットという色使いは、スタントスターのイーブル・クニーブル（英語版）をモチーフとしている[109]。
- 撮影用スーツはベースに伸縮性のある素材が使われ、小手や脛のパーツもウレタン製のためアップ用でもポーズの制限が少なくなっている[110]。眼の部分はアップ用ではミラーグラス、アクション用ではメッシュ状の金属シートをそれぞれ使用しており、フードを通しても良好な視界が得られている[110][111]。マスクはアップ用・アクション用共にバイザーの開閉が可能だが、アクション用は口元にスーツアクターの呼吸用の穴が開けられているため開閉シーンの撮影には使用されない[110][111]。

シグナルコウカン
仮面ライダーマッハはドライバーに装填するシグナルバイクに応じて形態（能力）変化を行う。また、シフトカーを装填することでその能力を使用することも可能である。
マッハマガール
シグナルマガールで変身した姿。放った弾道を曲げることができる。
マッハカクサーン
シグナルカクサーンで変身した姿。エネルギー弾を拡散して放つことができる。
マッハトマーレ
シグナルトマーレで変身した姿。相手の動きを電撃を応用して止める。
マッハキケーン
シグナルキケーンで変身した姿。ミサイル状の魔獣を操る。
マッハモエール
シフトカーのマックスフレアで変身した姿。炎を放つ。
マッハマゼール
シフトカーのスピンミキサーで変身した姿。敵をコンクリ弾で瞬時に固めることができる。
マッハアラブール
シフトカーのランブルダンプで変身した姿。ドリルランブルスマッシャーを装備する。

ツール
マッハドライバー炎（）
ハーレー博士が開発したマッハの変身ベルト。未完成の段階で剛が持ち出して使用するようになった。
グラビティエンジンコア・ドライビア-Mを内蔵する。また、ドライブドライバー（ベルトさん）のような自我はないもののAIによる補助頭脳が搭載されており、システムを管理している。
普段はバックルの状態で携帯され、腹部に当てることでベルト部ドライバーウェビングが伸張して装着される。シグナルマッハをシグナルランディングパネルに装填することで剛を仮面ライダーマッハへと変身させるほか、その他のシグナルバイクやシフトカー、さらにはバイラルコアの能力も引き出すことができる。
バックル上部のスイッチブーストイグナイターを押すことで、身体や武器に圧縮エネルギーを送り込んで高稼働状態にする。4回以上連打すれば限界稼動状態フルスロットルとなる。
シュートロイミュードによる爆撃事件にてマッハのパワーアップを懇願されたりんなが「研究用」としてもう一台を製作して準備していたが、剛がデッドヒートマッハのバーストモードを使いこなして依頼を取り下げたため不要となった。その後霧子からの要請でチェイスが使用することを前提に調整を施し、シグナルチェイサーと共に提供された。
仮面ライダーチェイサー開発時、剛のベルトにも拡張機能が追加されており、ベルト内部の戦闘データとスロットからのデータを組み合わせることで新たな仮面ライダーを試作することが可能となった。またドライブドライバーが何かしらのダメージで機能停止に陥ると、マッハがドライブドライバーに接触することでマッハドライバー炎からシステム復旧プログラムを注入することができる。この機能は『MOVIE大戦フルスロットル』で仮面ライダールパンの攻撃を受けて機能停止したベルトさんに使用され、『シークレット・ミッション type LUPIN ルパン、最後の挑戦状』でベルトさん復活の理由が剛の説明で明らかになる。
- デザインモチーフはバイクのマフラー。ベルトの模様はタイヤのトレッドパターンとなっている。

ゼンリンシューター
タイヤパーツ付き特殊光線銃。マッハの意思に応えて手元に出現して装備するが、変身前でも使用可能。
圧縮エネルギー弾を発射しての射撃のほか、銃口下部に備わった強化タイヤゼンリンストライカーでの接近戦用の打撃にも用いられる。
シグナルランディングパネルにシグナルバイクを装填することで、それぞれの特性に応じた多彩な攻撃が可能となる。

必殺技
括弧内は使用フォーム。
キックマッハー
前方宙返りを繰り返して勢いを付け、急降下して跳び蹴りを叩き込む。
キケンキックマッハー（キケーン）
全身に魔獣を宿してキックを放つ。
アラブルキックマッハー（アラブール）
ランブルスマッシャーを右足に装着して跳び蹴りを叩き込む。
ヒットマッハー
ゼンリンシューターにシグナルマッハを装填して発動する。強力な圧縮エネルギー弾を発射する。シグナルコウカンをしている場合、発動後にマッハドライバー炎のブーストイグナイターを押すことで形態に応じた効果が付与される。
ヒットマッハーマガール（マガール）
敵に向かって曲がるエネルギー弾を発射する。
ヒットマッハーカクサーン（カクサーン）
発射したエネルギー弾を拡散させてあらゆる方向から敵を撃ち抜く。
ヒットマッハートマーレ（トマーレ）
敵を足止めするエネルギー弾を放つ。
ヒットマッハーキケーン（キケーン）
巨大な魔獣を召喚して敵を攻撃させる。
ヒットマッハーモエール（モエール）
火炎を放つ。
ヒットマッハーマゼール（マゼール）
コンクリ弾を連射する。ブーストイグナイターを押すことで瞬時にコンクリ弾を固め、連打でさらに強化される。
ビートマッハー
ゼンリンシューターにシグナルバイクを装填し、ゼンリンストライカーを回転させることで発動する。ブーストイグナイターを押して発動する場合もある。敵の体をゼンリンストライカーで叩きのめす。
ビートマッハートマーレ（トマーレ）
打撃を打ち込んだ敵の行動を停止させる。
ビートマッハーカクサーン（カクサーン）
無数に拡散する打撃を叩き込む。

マシン

ライドマッハー
マッハ専用の戦闘バイク。変身前の剛も愛車として使用する。白い車体には赤いラインが走っており、マッハのボディカラーとイメージの統一が図られている。
中型グラビティドライブエンジンコア・ドライビア-Rを搭載。車体前面には高出力ビームを放つ砲撃装置サドゥンイレイザーを備えている。
開発者のハーレーによって、魔進チェイサー / 仮面ライダーチェイサーのバイクライドチェイサーとの合体システムが組み込まれている。
- デザインはライドクロッサーへの合体機能を考慮して、逆算的に描かれた。そのため、合体マシンに付き物のデザイン的しわ寄せが及んでおり、玩具では後部パーツが肥大化している。

ライドクロッサー
ライドマッハーとライドチェイサーが合体して完成する特殊戦闘ビークル。ハーレー博士が研究して仕込んでいた合体システムだが剛には知らされておらず、第14話でライドマッハーとライドチェイサーが並走した際に偶然判明した。
合体後は2台のバイク後部が前面となるため、バイク時とは前後が逆になって進む。2台のコア・ドライビア-Rが同調することで擬似的に形成されるコア・ドライビア-CRによって動力を生み、ワイヤーアンカーを射出することでビルの壁面を跳び回るなどトリッキーな戦法をも可能とする。ベルトさん曰く「ドライブシステムとネクストシステムを融合させるためのテクノロジー」。
ライドマッハーに搭載されていたサドゥンイレイザーのほか、車体後方には閃光弾や徹甲弾など数種類の弾丸をランダムに放つ4門のハンドラーバルカン、前方にはエネルギー弾を高速連射するライドガトリングといった強力な火器を備えている。さらに先端部のフロントパイルクローで近接攻撃を仕掛けることもできる。
元のバイクが2台なのに対しライドクロッサーの操縦者は1名であるため、魔進チェイサーと仮面ライダーマッハが敵対していたころは両者の間で操縦権を互いに奪い合っていた。
ブースターライドクロッサー
ライドブースターがライドクロッサーに合体した飛行形態。『サプライズ・フューチャー』に登場。
チェイサーがこれに乗り、飛行能力を駆使してダークドライブ配下の巨大重機と戦った。
ライドブースターレッド
マッハ用のライドブースター。その名の通り赤のカラーリングが特徴で、ブースタートライドロン時にはトライドロンの右側に合体する。
詳細は#トライドロンの項を参照。

### 仮面ライダーデッドヒートマッハ
マッハドライバー炎にシフトデッドヒートを装填して変身するマッハの強化形態。ただしシフトデッドヒートは仮面ライダードライブと共用しているため、ドライブがタイプデッドヒートに変身しているときは、この形態になれない。
変身ベルトと頭部のM-バーンメットを除けば、ドライブ タイプデットヒートと同一の容姿をしている。すなわち、マッハのベーススーツとドライブ タイプスピードの胸部装甲を合わせたような外見で、胸にはタイプデッドヒートタイヤが装備される。また右肩には、稼動エネルギーと熱を生成する小型タイヤDH-コウリンがある。
スピード性能こそ通常のマッハからやや落ちているが、パワーは強大になっている。だがこの形態を使い続けてDH-コウリンのメーターが振り切れてしまうと、ドライブと同様にタイヤがバーストして暴走状態に陥る。
ドライブがタイプデッドヒートを越えるタイプフォーミュラへの変身能力を得ると、進ノ介だけが強くなっていくことに対し、剛は焦りを感じていた。しかし姉である霧子の励ましを受けて立ち直ると、バースト後も暴走せずにデッドヒートマッハバーストとして戦えるようになった。ドライブがタイプチェンジに際して特定の精神状態を必要とするように、マッハのシステムもまた変身者の心と密接な関係にあるのである。
- 企画段階でドライブにはより強力なフォームが複数用意されていたことから、当初は共用していたシフトデッドヒートがやがてマッハ専用となることは想定されていた[72]。そこでマッハは暴走状態を克服できる、むしろバーストしてからのほうが強い、という設定となった[72]。

シグナルコウカン
各シグナルバイクの能力を引き出すことは可能だが、通常のマッハと異なり、形態は変化しない。また、胸にタイヤがあるので、ドライブ同様のタイヤコウカンも行える。
デッドヒートマッハマガール
シグナルマガールで変身。放った弾道を曲げることができる。
デッドヒートマッハカクサーン
シグナルカクサーンで変身。エネルギー弾を拡散して放つことができる。
デッドヒートマッハトマーレ
シグナルトマーレで変身。相手を足止めする。
デッドヒートマッハモエール
シフトカーのマックスフレアで変身した姿。胸にマックスフレアタイヤを装備する。
デッドヒートマッハアラブール
シフトカーのランブルダンプで変身した姿。タイヤは変化しないが、ドリルランブルスマッシャーを装備する。
デッドヒートマッハナオール
シフトカーのマッドドクターで変身した姿。シュートロイミュードの攻撃で倒された際、霧子が起動して治療を行った。

必殺技
括弧内は使用フォーム。
ヒートキックマッハー
全身に熱エネルギーを纏って加速しながら宙返りし、急降下して跳び蹴りを叩き込む。威力は通常のキックマッハーを上回る。
モエルヒートキックマッハー（モエール）
火炎を纏ってキックを放つ。
アラブルヒートキックマッハー（アラブール）
フルスロットルで放つ。
ヒットマッハー
ゼンリンシューターを使用した射撃技。
ヒットマッハーマガール（マガール）
敵に向かって曲がるエネルギー弾を発射する。
ヒットマッハーカクサーン（カクサーン）
発射したエネルギー弾を拡散させてあらゆる方向から敵を撃ち抜く。
ヒットマッハートマーレ（トマーレ）
敵を止めるエネルギー弾を放つ。
ビートマッハー
ゼンリンシューターを使用した打撃技。ゼンリンストライカーで下から敵の体を上にかけて攻撃する。

### 仮面ライダーチェイサーマッハ
詩島剛が仮面ライダーマッハに変身した状態で、自身のマッハドライバー炎にシグナルチェイサーを装填して変身したマッハの特殊強化形態。シグナルチェイサーは本来の使用者であるチェイス専用に調整されているため、その他の人物では扱えないはずであることから、この変身の成立にはシグナルチェイサー自身の意思が関与しているとも考えられる。
仮面ライダーチェイサーのベーススーツにマッハの頭部と胸部装甲を重ねたような外見をしている。ドライバーとシグナルチェイサー双方に蓄積された戦闘データが組み合わさったことで通常のマッハを遥かに上回るスピードを発揮し、マッハの武器であるゼンリンシューターとチェイサーの武器であるシンゴウアックスを使いこなす。
それまでのマッハでは歯が立たなかったゴルドドライブを高速戦闘で一気に追い詰め、最後の必殺キックの打ち合いも制して撃破した。
ドラマCD『マッハ夢想伝』では人工知能ヒュプノスと夢の中のチェイスの力で再び変身。夢の中で蛮野の復活プログラムが変身したゴルドドライブと再戦、ゴルドドライブにとっては自身を倒した忌むべき存在でこちらも必殺キックで倒した。
小説『仮面ライダードライブ マッハサーガ』の終盤でも005があらゆるロイミュードの力が使用できるリベンジャーロイミュードに究極進化し、これと戦うために剛がプロトマッハドライバーで変身。ゴルドドライブを凌ぐリベンジャーの力に一時圧倒され、フリーズの力で拘束、シーカーの力で心を憎悪を支配されかけるも半分ロイミュードであるチェイスの力と成長した剛の力が拘束と支配を解き、リベンジャーに拳を打ちつけた。その後は超デッドヒートマッハの変身に移るために変身が解除されるが、この形態もロイミュード（チェイス）と人間（剛）の力で変身する超デッドヒートマッハと同様、ベルトさんと進ノ介が一体となって変身するドライブに近い形態であることが判明する。
- 製作スタッフに新スーツを用意するだけの余裕がなかったため、実際の撮影用スーツは見た目どおりマッハとチェイサーを組み合わせたものである[131]。脚本を担当した三条陸は、一番苦悩したキャラクターである剛に強い力を持たせて視聴者が一番恨んでいる敵を倒すという一番格好いいところを与えたいという考えから、スーツを新作することができないことを前提にプロット段階でチェイサーマッハを創作した[132]。チェイサーマッハはかなり重要な展開を担うキャラクターであったことから、大森敬仁プロデューサーは「もっと事前に考えてきちんと準備しておけばよかった」と反省の弁を述べている[131]。

必殺技
強化パンチ
高圧縮エネルギーを込めたレイドヒットグローブから繰り出される一撃で、衝撃波を帯びている。
連続パンチ
高速移動しながら放つ連打。
必殺加速キック
フルスロットルで発動する。右足に高圧縮エネルギーを集中して放つ飛び蹴りで、その速度は音速に達する。
ゴルドドライブとライダーキックのぶつかり合いになった際には、チェイサーの幻影が重なるキックを放って打ち勝ち、ゴルドドライブを撃破した。

### テレビシリーズ以外の作品に登場する仮面ライダーマッハ
仮面ライダー超デッドヒートマッハ
『小説 仮面ライダードライブ 〜マッハサーガ〜』に登場。詳細はドライブサーガ#オリジナル仮面ライダー（マッハサーガ）を参照。
仮面ライダーマッハチェイサー
Vシネマ『仮面ライダーマッハ/仮面ライダーハート』に登場。詳細はドライブサーガ#仮面ライダーマッハチェイサーを参照。

## 仮面ライダーチェイサーとその前身

### 仮面ライダープロトドライブ
プロトゼロ（ロイミュード000）が左腕に装着したシフトブレスにシフトスピードプロトタイプを装填し、ドライブドライバーに信号を伝達することで変身する仮面ライダー。
仮面ライダードライブの初期タイプであり、外見はドライブ タイプスピードとほぼ共通しているが、頭部にヘッドウイングスポイラーに相当する部位がなく、短いヘッドフィンアンテナになっている。また、胸に装着されるタイヤは、内部パーツがむき出しの未完成なアーキタイプギアである。
胸部に形成される試作型グラビティドライブエンジンコア・ドライビア-0によって重加速現象を打ち消すことができる。だが、頭部装甲トライアルストリームには高速戦闘時に普通の人間では耐えられないような負荷がかかり、腕部と脚部の強化装甲インコンプリートアーマーはパワーを増幅する代わりに挙動が不安定になるなど、随所に未完成な点が目立つ。また格闘能力もエネルギーロスが大きいため想定を下回っており、パンチ力で目標値の7割、キック力で同じく6割程度しか発揮できていない。
グローバルフリーズの日に蜂起したロイミュードたちに立ち向かい、一度は殲滅した。このときブレンによって「仮面ライダー」の呼称を付けられる。しかしコアを破壊する能力がなかったため、やがて復活したロイミュードに逆襲を受ける。最後はハートロイミュードの戦闘力の前に敗北し、プロトゼロはハート・ブレン・真影の手でチェイスに改造された。
- ボディカラーは黒だが、仮面ライダードライブ タイプワイルドとの差別化のためにマットブラックとなっている[137]。この色は傷つきやすいので撮影向きではないのだが、劇中への登場回数が少ないキャラクターであるため採用された[137]。また、変身者が魔進チェイサーと同じであるため、チェイサーのイメージカラーである紫が差し色に用いられている[137]。
- 撮影用スーツは『Type ZERO』の終了後、ドライブ タイプフルーツに改造され、その後はタイプハイスピード、超デッドヒートドライブ（マスクのみ）、ダークドライブ（グローブ、ブーツのみ）、ゴルドドライブ、ゼロドライブへと改造を繰り返されており、最後に元のプロトドライブに戻された[100]。

必殺技
連続パンチ
シフトブレスをシフトアップして放つ。
必殺キック
シフトブレスのイグナイターを押し、フルスロットル状態で放つ飛び蹴り。
前述の通り、ロイミュードのコアは破壊できない。

マシン
ライドチェイサーの原型となった専用バイクに乗って活動していた。
- 劇中では明瞭に描写されていないが、脚本の三条陸の想定によると、ライドチェイサーの髑髏の意匠はロイミュードに改造されたときに付けられたものなので、プロトドライブが運用していたころのマシンに髑髏はないとのこと。

### 魔進チェイサー
チェイスがブレイクガンナーで変身した戦士。第2のグローバルフリーズを起こすべく社会に潜伏中のロイミュードの中で、不用意に目立つような問題行動を起こす個体を粛清してコアに戻す役割を担っており、他のロイミュードたちからは「死神」として恐れられていた。また、ロイミュードの活動を補佐する役割もあり、ドライブやマッハとは何度も激突した。
その正体は仮面ライダープロトドライブとして戦っていたプロトゼロで、記憶を消されてロイミュード陣営に身を置いているものの「人間を守る」という使命はいまだ活きており、決して人命は奪わなかった。しかしメディックに再改造を受けて超重加速発生能力を身につけた後は、躊躇なく人間を攻撃するようになり、ドライブ タイプフォーミュラのトレーラーインパクトを受けて倒された。
チェイスが正義の仮面ライダーに戻ってからは、エンジェルロイミュードとの一件を除いてこの形態になることはなかったが、ゴルドドライブとの最終決戦でマッハドライバー炎が破壊された中、剛を守るため最期にもう一度変身し、自爆して散った。
全身を覆うナイトハイドウェアは黒、各部の装甲は紫を基調としている。全体的に左右非対称の形状で、オレンジ色の複眼も右側が覆われている。左肩のデスヘッドショルダーには、ぼかし塗装で髑髏のマーキングが施されている。
- メインライターの三条陸は、従来の作品での「悪の仮面ライダー」ではなく『人造人間キカイダー』のハカイダーのようなライバルキャラクターと位置づけている[142]。主役のドライブが車乗りであるので、カーアクションを面白くするために要請されたバイク乗りの触角がある孤独なダークヒーローというキャラクターであり[143][39]、デザイン段階では後に仮面ライダーとなることも決まっておらず、「スクラップ工場をモチーフとした怪人」として描かれた[144]。ヒーローキャラクターは子供たちが理解しやすいようにシンプルなデザインとするのが原則だが、魔進チェイサーは怪人なのでメカディテールがふんだんに盛り込まれている[144]。しかし仮面ライダーらしさもあったほうが子供たちの受けがいいだろうという判断から、初期稿にはなかった複眼が付け加えられた[145]。
- 撮影用スーツは怪人と同タイプのワンピース型となっている[146][147]。スーツは『劇場版 仮面ライダードライブ サプライズ・フューチャー』で超デッドヒートドライブに改造されたが[148]、その後テレビシリーズ再登場のため魔進チェイサーに戻された[149][150]。

武装（）チェイサー
ブレイクガンナーにチェイサーバイラルコアを装填することで右腕に強化武装を装備した形態。強化武装は背部のコネクターサーキュラーダイナミクスと接続され、エネルギーを供給される。
武装チェイサースパイダー
チェイサースパイダーバイラルコアの力でファングスパイディーを右腕に装備した形態。ファングスパイディーによる強力な斬撃や刺突攻撃、クモ形のエネルギー弾を放つ。
武装チェイサーコブラ
チェイサーコブラバイラルコアの力でテイルウィッパーを右腕に装備した形態。背中から発生したテイルウィッパーを振るって相手に伸縮自在の激しい打撃を浴びせる。
武装チェイサーバット
チェイサーバットバイラルコアの力でウィングスナイパーを右腕に装備した形態。ウィングスナイパーで標的を狙い撃つ。また、翼型に変化したウィングスナイパーを背部に装備して空中を飛行する。
武装チェイサートリプルチューン
3つのバイラルコアの力でデッドリベレーションを右腕に装備した形態。強力な光線を放つ。

スペック
| 名称                           | 身長     | 体重   | パンチ力 | キック力 | ジャンプ力 （ひと跳び） | 走力 （100 m） |
| ------------------------------ | -------- | ------ | -------- | -------- | ----------------------- | -------------- |
| 魔進チェイサー                 | 202.5 cm | 112 kg | 7.3 t    | 12.2 t   | 24.0 m                  | 6.9秒          |
| 武装チェイサースパイダー       | 202.5 cm | 127 kg | 8.6 t    | 12.5 t   | 24.0 m                  | 7.1秒          |
| 武装チェイサーコブラ           | 202.5 cm | 127 kg | 8.1 t    | 12.5 t   | 24.0 m                  | 7.1秒          |
| 武装チェイサーバット           | 202.5 cm | 127 kg | 7.3 t    | 12.5 t   | 24.0 m                  | 7.1秒          |
| 武装チェイサートリプルチューン | 202.5 cm | 127 kg | 8.8 t    | 12.5 t   | 24.0 m                  | 7.1秒          |
ツール
ブレイクガンナー
魔進チェイサーへの変身に用いる銃型のツール。銃口ディストラクションマズルを押し込むことで変身のためのスタンバイ状態に移行する。
銃としてエネルギー弾を放つほか、マズルの下に3つ並んだリベンジャーパイクにパワーを集中することで打撃武器としても活用できる。
上部のバイラルランディングパネルにバイラルコアを装填し、それぞれの特性にあった武装を魔進チェイサーに付与する。また、シフトカーを読み込むこともできる。
チェイスが仮面ライダーチェイサーとなった後も引き続き使用されており、シンゴウアックスの必殺技アクロスブレイカー発動までの隙を埋めるためなど、主に牽制目的で活用された。
- デザインモチーフはメリケンサックである。

チェイサーバイラルコア
チェイスにハートからプレゼントされた銀彩色のチェイス専用バイラルコア。ブレイクガンナーに装填することで、魔進チェイサーを武装チェイサーに強化させる。シフトカーやシグナルバイク同様個別に意思を持っており、ゴルドドライブとの決戦の際、チェイサーマッハを援護した。
- 配色は大人が身につけるシルバーアクセサリーがモチーフ。

| 名称                             | 形態                     | 武装                 |
| -------------------------------- | ------------------------ | -------------------- |
| チェイサースパイダーバイラルコア | 武装チェイサースパイダー | ファングスパイディー |
| チェイサーコブラバイラルコア     | 武装チェイサーコブラ     | テイルウィッパー     |
| チェイサーバットバイラルコア     | 武装チェイサーバット     | ウィングスナイパー   |

必殺技
括弧内は使用した形態。
エグゼキューションスパイダー（武装チェイサースパイダー）
ファングスパイディーの先端でエネルギーをスパークさせ、クモを模したエネルギー弾を形成して投げ飛ばす。
エグゼキューションコブラ（武装チェイサーコブラ）
基部ごと射出されたテイルウィッパーが、基部を頭部とした蛇となって敵に襲いかかる。
エグゼキューションバット（武装チェイサーバット）
ウィングスナイパーを背部に装着して飛行し、上空から飛び蹴りを放つ。

マシン

ライドチェイサー
魔進チェイサー専用バイク。劇中での説明はないが、元々プロトドライブ用に製作されたマシンがプロトゼロとともにロイミュードに改造されたものである。
黒い車体には紫のファイヤーパターンが施されている。また車体の前後に髑髏のオブジェがあるが、単なる装飾ではなく、フェアリング部分の物は走行システムの管理モジュールデスヘッドシンボルで、バックレストの背面にある物は背後の敵を確認する後方監視装置リアスカルデバイスである。動力源は中型グラビティドライブエンジンコア・ドライビア-R。
ライドクロッサーへの合体指令が出された場合はコントロールがライドマッハー側に移行され、チェイスのコントロールを受け付けなくなる。なお、その合体指令はチェイサー側からでも送ることができ、この場合は前述とは逆にコントロールがチェイサー側に移行されマッハのコントロールを受け付けなくなる。
チェイスが仮面ライダーチェイサーになった後も引き続き使用されているが、シンゴウアックスを収納できるように改良されただけで、外見に変化はない。

### 仮面ライダーチェイサー
チェイスが自身専用のマッハドライバー炎にシグナルチェイサーを装填して変身する仮面ライダー。初変身時は魔進チェイサーへの変身を経て、装甲が砕け散ってこの姿となった。これは最初の変身に際して、システムのアップデートが行われたためと思われる。
全身を覆うメタルハイドスーツはブルーシルバーを基調としており、随所に紫色のエネルギーラインヴァイオレットライナーが走る。胸部には超重加速も起こせる新型の駆動機関コア・ドライビア-ONEが搭載されており、そこから直結した背面のコネクターホイーラーダイナミクスに各種タイヤを装着する。
魔進チェイサーから引き続き使用するブレイクガンナーによる銃撃・打撃戦のほか、専用武器であるシンゴウアックスを駆使した豪快かつ威力の高い攻撃を得意とする。
- 番組後半で投入される新キャラクターについては、デッドヒートマッハを越えるマッハの強化形態という案もあったが、魔進チェイサーが高い人気を集めていたことから、仮面ライダーとして新生させることになった[160]。「きれいに磨かれた魔進チェイサー」をコンセプトとしており、ぼかし塗装だった左肩の髑髏マークも明瞭になっている[160]。また、魔進チェイサーの左右非対称というコンセプトを引き継いでおり、顎のラインを繋げないことでデザイン上の違和感を表現している[161][162]。配色については、これまでの仮面ライダーで使われていない、『機動刑事ジバン』と同じ色が選ばれた[145]。
- 撮影用スーツは2ピース構造のアップ用と一体型のアクション用が存在する[161][163]。当初、二の腕部分のパーツは肩パーツと繋がっていたが、スーツアクターの今井靖彦からの意見により肩パーツと分割してスーツ側に取り付けられ、可動範囲が向上した[161][163]。

タイヤコウカン
チェイサー ハヤーイ
マッハドライバー炎にシフトスピードプロトタイプを装填して変身する派生形態。加速状態に入り、高速で行動できる。

ツール
マッハドライバー炎（）
チェイサーの変身ベルト。りんなが剛の依頼から研究開発用スペアとして開発していたマッハドライバー炎を、霧子からの要請でチェイス（プロトゼロ）専用の調整や拡張機能の追加を施したもの。
ブレイクガンナー
魔進チェイサー時から引き続き、遠近距離用の武器として使用される。
シンゴウアックス
りんなが開発した、押しボタン式歩行者用信号機がモデルの、チェイサー専用大型戦斧。普段はライドチェイサーに収納されており、チェイサーの意思に応えて自動的に召喚される。刃先にエネルギーを充填させることで威力の高い斬撃を繰り出す。
斧頭部分のシグナルランディングパネルにシグナルバイクを装填した後に、グリップ下部のシンゴウプッシュボタンを押すことでエネルギーチャージが開始される。チャージ中は「マッテローヨ！」の音声と共にE-コンディションランプのレッドランプが点灯し、チャージが完了すると「イッテイーヨ！」の音声と共にグリーンランプが点灯。グリップ下部のフルスロットルトリガーを引いて必殺技を発動する。
斧頭の放熱プレートには「ライダー専用」と書かれているが実際には生身の人間でも使用可能であり、『劇場版 仮面ライダードライブ サプライズ・フューチャー』では進ノ介が暴走したドライブドライバーを破壊するために振るい、テレビシリーズ第46話では剛がバンノドライバーにとどめをさすときに用いた。このことから、破壊力の大きさに比べて、使用者への負担が少ない武器だと推測できる。
- ややふざけたコンセプトとも思える武器なので、東映側に採用されたときはスタッフも驚いたが、渋いキャラクターのチェイスにはこのような面白アイテムが「意外にはまっていた」とプロデューサーの大森は述べている。

必殺技
チェイサーエンド
右足に紫色のエネルギーを纏って飛び蹴りを放つ。
アクロスブレイカー
シンゴウアックスにシグナルチェイサーを装填して発動する。横断歩道の幻影と共に敵を横一線に斬り裂く。
ライドブースターブルーの上からシンゴウアックスを投げつけるバリエーションもある。

マシン
ライドチェイサー
専用バイク。ブレイクガンナー同様に魔進チェイサー時から引き続き使用。
魔進チェイサー敗北後回収されドライブピットに保管されていたが、シンゴウアックスを収納するスペースを新設された上で変身ツールとともにチェイスに返還された。
ライドブースターブルー
チェイサー用のライドブースター。その名の通り青のカラーリングが特徴で、ブースタートライドロン時にはトライドロンの左側に合体する。
詳細は#トライドロンの項を参照。

### テレビシリーズ以外の作品に登場するチェイサー
超魔進チェイサー
ブレイクガンナーにライノスーパーバイラルコアを装填して変身する魔進チェイサーの最強戦士形態。詳細はドライブサーガ#超魔進チェイサーを参照。

## 仮面ライダー純（量産型仮面ライダーマッハ）
りんなが警察官用に開発した量産型仮面ライダー。装着者が量産型マッハドライバーに特状課キーを装填して変身する。試作機を本願寺が試着した際に「仮面ライダー純」と名乗る。
特別な資質のない普通の人間でも装備可能で、コア・ドライビアは搭載されていないが、重加速粒子測定器ピコピコ3号を背負っているため、重加速環境下でも活動できる。
テレビシリーズ第44話で登場したものの、システムの不備で機能が停止し、身動きが取れないまま退場した。その後の『仮面ライダー×仮面ライダー ゴースト&ドライブ 超MOVIE大戦ジェネシス』で対眼魔戦に実戦投入されるが、あえなく返り討ちに遭い、本願寺は半ば死後の世界のような不思議空間で仙人と邂逅するはめになった。
『ファイナルステージ』では、追田が変身する仮面ライダー現八郎も登場する。
- 本願寺役の片岡鶴太郎の「仮面ライダーに変身したい」という希望を、大森プロデューサーが汲んで設定されたキャラクターである[131]。撮影用スーツは既存品の寄せ集めであり、マッハのベーススーツにプロテクターを付け、市販のヘルメットをマッハ風にリペイントしてできあがった[131]。

ツール
量産型マッハドライバー
渋い青色のカラーリングになっている。
重加速粒子測定器を小型化したピコピコ4号の開発が優先されたため、試作のみに終わった。
特状課キー
ライダーシステムの起動キー。
- 撮影用プロップは『劇場版 仮面ライダードライブ サプライズ・フューチャー』に出てきた「トライドロンキー」を改造したもの。

## ゴルドドライブ
蛮野天十郎の意志がインストールされたバンノドライバーが、ロイミュード006のボディを乗っ取って変身する悪の戦士。元々人間体を持っていた006自身はコアを破壊されており、寄生した蛮野自身が怪人体のままの006のボディを動かしているため、人間体は存在しない。公式では仮面ライダーではなく、偽仮面ライダーの怪人として扱われている。登場話は41話から46話までで、変身シーンは41、42話のみ。
外観はプロトドライブと酷似しているが、本物と比べて目のマルチハイビームが赤く、全身の装甲は金色に彩られている。他にもG-ドライビングスーツは黒一色で、頭部のエアーエキゾーストパイプやシグナル-5の一部、クラッシュガードパネル、膝のニーメタルパッド、アクティブターボレッグの足首部分が黒いなどの差異がある。
その力はドライブ・マッハ・チェイサーの3大ライダーをしのぎ、ロイミュード超進化態と同等の領域に至っている。ゆえに4人の超進化態を必要とするコア・ドライビアシンクロ発動に加わることもでき、全世界のグローバルフリーズを実現する「約束の数」の1人としてカウントされた。しかしシンクロ発動によってシグマサーキュラーが完成すると、余剰エネルギーを使ってメディックの殺害を試み、彼女の身替わりとなったブレンの死を招いた。
その後、特防センタービルでシグマサーキュラーを起動し、全人類をデータ化して自らの支配下に置こうとする。ビルに突入してきたマッハとチェイサーと戦闘になり、両者を変身解除にまで追い込むが、チェイスの犠牲によって再起した剛が仮面ライダーチェイサーマッハとなると、形勢が逆転。最期は必殺キックの応酬に敗れてボディを破壊され、残ったバンノドライバーも剛の手で止めを刺された。
- デザイン画ではドライブ タイプスピードを金色に変えただけであり胸にタイヤも装備されていたが、本物のドライブと区別をつけづらいことから、劇中ではタイヤの代わりにプロトドライブの胸パーツをリペイントした物が取り付けられた[21]。
- 撮影用スーツはアクション用のみ[173]。超デッドヒートドライブのマスクとダークドライブのボディーを改造したものであり、後にゼロドライブへと再改造されている[174]。公式完全読本によるとスーツアクターの岡田和也は40話の回想シーンの撮影現場に来て、森田成一が演じる生前の蛮野のボールペンを齧る仕草や一部始終の指の動きなどの細かい部分を見て演じている[要ページ番号]。

形態
ブロンズドライブ
『仮面ライダーアウトサイダーズ ep.3 バトルファイトの再開とゼインの誕生』に登場。蛮野天十郎が財団Xによって復元された姿。
自称「アウトサイダー中のアウトサイダー」で、仮面ライダー滅から奪ったアタッシュアローで圧倒するが、仮面ライダーゼインに敗北する。

ツール
バンノドライバー
ゴルドドライブの変身ベルトにして本体。40話で初登場。赤いイグニッションキーとLR-Dメーター、デュアルスキャナー、セーフソリッドバックルなどはドライブドライバーと同型だが、それ以外の全体的なカラーリングは黒となっており、ディスプレイのセントラルフェイスの表情はモアイ像のような金色の顔のままで変化しない。変身時はシフトブレスとシフトカーを必要とせず、ドライバーのイグニッションキーのみを回し、ドライブとロイミュードの変身が混ざったかのようなエフェクトで変身する。
ドライブドライバーと同様データ化した人間＝蛮野の意志がインストールされているが、単にロイミュードの体に装着されるのではなく完全に乗っ取ってしまう。ベルトさんと異なりドライバーウェビングの収納と伸縮も可能で、ベルト単体でもグラビティドライブエンジンで自在に浮遊し、光の触手を伸ばして敵を攻撃できる。41話ではこの触手で下級ロイミュードのボディを破壊、慢心した006のコアのみを破壊している。意識体は小説の公式全史によると、永遠の拷問として電脳世界への幽閉という名目と利用価値を見出した003（ブレン）がロイミュードのコアテクノロジーを応用しながら、蛮野の意識・頭脳をコピーして作ったモアイ像の顔に似た擬人インターフェイスを持つデータ生命で、ドラマCDではクリムの頭脳データを模倣して蛮野自らが作ったバックアップの人格プログラムとされている。触手による攻撃ができる反面、意識体自身はロイミュードのコアと違いタブレットやドライバーなどの器がなければ存在を維持できないらしく、ゴルドドライブとドライバーが強烈なダメージを受けるとデータが消えかかってしまうなどの虚弱性を持つ。
『type TOKUJO』ではこの意識体がアニマシステムでネットワークの世界にダイブしていた小田桐教授と接触し、2014年4月8日のグローバルフリーズの混乱に乗じて、アニマシステムと繋がった小田桐教授の肉体を乗っ取ろうとしていたが、前日に教授と接触していた西堀光也が自身を侮辱した仕返しとしてシステムの電圧を最大化、グローバルフリーズの重加速で体を動かせなかった小田桐教授が事故死したことで失敗していたことが判明する。この時点で蛮野は他者の肉体に寄生するという考えを持っており、また仮に成功しても生身の人間の肉体では超進化態と同等の力は得られないため、ロイミュードの肉体入手とバンノドライバーの作成もこの失敗の反省から来ているとされる。
作成者はクリムをコピーしたロイミュード004である。004は開発段階から蛮野の支配プログラムが組み込まれており、剛によってブレンの手から離れた蛮野の意識体と接触後、データ生命の意識体を蛮野として認識。以降は忠実な部下として活動していた。
Vシネマ『仮面ライダーチェイサー』の終盤でエンジェルロイミュードが倒された浜辺に004と共にこの姿で登場。劇場版で未来の108が暗躍していた時の行動は不明だが、40話でベルトさんに仕込んだ破壊プログラムが原因でドライブが港区ネオエネルギー施設爆破事件を起こしたことを知らず、ドライブドライバーが別物になっていることを指摘した。その後は41話で自身の肉体にして超進化態となるための寄生木を改めて探し始める。46話ではゴルドドライブがチェイサーマッハに敗れたことで006の肉体が爆散。ドライバー本体もダメージを受け、その影響で消えかかっているデータの再構築を図るがシンゴウアックスで自身を破壊しようとしている剛に気付き、なおも「待て！待つのだ剛!!私の偉大なる頭脳をこの世から消してはならない!!」と醜く命乞いをするが、「逝っていい、ってさ…」と揺るがない決意を持った剛のアクロスブレイカーによって粉砕され、今度こそ完全に破壊された。
シフトブレス
ゴルドドライブが左腕に装備しているブレスレット型のデバイス。形状も本物のドライブの物と同一でボタンのイグナイターの色も同じ赤だが、それ以外は黒一色でシフトバンドブレスの縁も黒い。変身にシフトカーが使用されないため普段は空だが、武器を奪うことで対応するシフトカーなどが出現する。
ゴルドコンバージョン
ゴルドドライブの胸部に装着されている干渉装置で、他のライダーの武器をデータに還元して奪取する機能を備えている。形状はプロトドライブのアーキタイプギアと同一だが全体が金と赤、一部が黄緑で彩られている。
後にこの機能を重く見たりんなの緊急措置により、ライダーたちの主要装備にコーティングが施されたため、これらに該当するものだけは奪取できなくなった。

必殺技
エネルギー波（電撃）
腕から放つほか、槍状に変化させることもできる。
ライダーキック
バンノドライバーのイグニッションキー（アドバンスドイグニッション）を捻って放つ。ドリルのように回転するパターンもある。

## テレビシリーズ以外の作品に登場する仮面ライダー
仮面ライダールパン
ゾルーク東条が変身する怪盗。詳細は仮面ライダー×仮面ライダー ドライブ&鎧武 MOVIE大戦フルスロットル#仮面ライダールパンを参照。
仮面ライダー3号
黒井響一郎が変身する、本来の歴史では存在しないはずの第3の仮面ライダー。詳細はスーパーヒーロー大戦GP 仮面ライダー3号#仮面ライダー3号を参照。
仮面ライダー4号
ショッカーが送り込んだ第4の仮面ライダー。詳細はスーパーヒーロー大戦GP 仮面ライダー3号#登場戦士・怪人（dビデオスペシャル）を参照。
仮面ライダーダークドライブ
未来からやってきた悪の戦士。詳細は劇場版 仮面ライダードライブ サプライズ・フューチャー#仮面ライダーダークドライブを参照。
仮面ライダーハート
ハートが変身する仮面ライダー。詳細はドライブサーガ#仮面ライダーハートを参照。
仮面ライダーブレン
ブレンが変身する仮面ライダー。詳細はドライブサーガ#仮面ライダーブレンを参照。

## キーアイテム
本作品のキーアイテムに関しては、車のキーや運転免許証のカードなどが検討されたが、最もわかりやすいミニカーが採用された。しかし、同時期に放映されていた『烈車戦隊トッキュウジャー』の変身方法がブレスレットに列車型ミニカー「トッキュウレッシャー」を装填するというものであったことから、モチーフや演出の重複が懸念された。そこで、ブレスレットに装填したアイテムは車に見えないような形状に変形させることになり、試行錯誤の末シフトレバーになるギミックが開発された。また設定上もトッキュウレッシャーにない特徴を持たせるため、所持していれば重加速を無効化できるなどの独自色を出していった。
従来の仮面ライダーシリーズには『仮面ライダー響鬼』の「ディスクアニマル」や『仮面ライダーフォーゼ』の「フードロイド」のように、自らの意志を持って活動する「サポートアイテム」が登場しているが、これらはキーアイテムではなかった。キーアイテム自体に意志があると設定されたのは、本作品がシリーズ初である。
なお玩具では、敵方であるロイミュードの使用する「バイラルコア」も、ヒーロー側のキーアイテムと同じ「DXシフトカーシリーズ」カテゴリで販売された。

### シフトカー
クリム・スタインベルトが開発した小型スーパーカー。それぞれ独自の自己意思を持っている。小型グラビティドライブエンジンコア・ドライビア-Sを動力として搭載しており、シフトカーを身につけていれば重加速環境下でも活動できるようになる。
ドライブの秘密を知らなかったころの特状課の一部メンバーからは、進ノ介のミニカーとして認識されていた。
- 数十種類が登場するので、車体の形状で差別化を図っている[180]。スピード系は普通の4輪車、ワイルド系はタイヤが大きく、テクニック系は6輪車となっている[184][注釈 5]。シフトレバーに変形する箇所には、子供がわかりやすいようにシルバーのフレームリボルブストラクチャー[185]が施されている[180]。

シフトスピード
ドライブ タイプスピードの変身に使うシフトカー。ベルトさんの端末としても機能する。
- モチーフはスーパーカー。デザイン最初期の車体は真っ赤だったが、ドライブ タイプスピードに合わせる形で白のストライプが追加された。

マックスフレア
炎を操る力を備えているシフトカー。
ファンキースパイク
車体から無数のトゲが生えているシフトカー。
ミッドナイトシャドー
分身したり、エネルギー手裏剣を放ったり隠密活動に長けているなど、忍者のようなシフトカー。
スピンミキサー
コンクリートミキサー型のシフトカーで、コンクリートを活かした造形ができる。
ジャスティスハンター
パトカー型のシフトカーで、勇敢な性格。通った後に鉄柵を生成する能力があり、敵の足止めに活用される。
マッシブモンスター
獣のように荒っぽい性格だが、ジャスティスハンターとはいいコンビのシフトカー。洗車は苦手で、メディックのコーティングを洗浄する際には逃げようとしていた。
ディメンションキャブ
ワームホールを生成して次元を越えて物体を空間移動させるタクシー型のシフトカー。ドリームベガスとは無二の親友でコンビを組んでいたが、グローバルフリーズの日にボディに重傷を負ってしまい戦線を離脱していた。ハンドル剣などの新兵器用に開発された新合金圧縮SO-1合金で使用してボディを完全修復されたことにより、戦線へと復帰した。仁良篭城事件の際、進ノ介に向けて撃たれた銃弾を転移させた。
ドリームベガス
車体の上に現れるトランプを放って攻撃するシフトカー。
グローバルフリーズの日に親友であるディメンションキャブを傷つけた敵を追っていた。そのため本来の遊び心を失っていたが、キャブの復帰で調子を取り戻した。
シフトワイルド
ドライブ タイプワイルドの変身に使うシフトカー。使いこなすには熱い情熱（パッション）で接する必要がある。
- モチーフは4WD車で、車高を上げたように見せるため下部に銀色のメカディテールが施されている。

マッドドクター
救急車型のシフトカーで、治癒能力を備えている。ベルトさん曰く「マッドドクターの高速治療は死ぬほど痛い」らしく、ブレンの毒を治療している際の進ノ介と剛もかなり痛がっていた。なお、負傷したチェイスも回復したことから、ロイミュードのボディの治療にも応用できる。
『劇場版 仮面ライダードライブ サプライズ・フューチャー』では、シフトネクストスペシャルを現代のドライブが使用できるようにチューニングを行った。
ランブルダンプ
ダンプカー型のシフトカーで、強大なパワーを備えており、ドライブ タイプスピードではうまく扱えなかった。タイプワイルドであれば本領を発揮できる。
フッキングレッカー
レッカー車型のシフトカーで、ワイヤーを操る。主に敵の拘束に用いられる。
シフトテクニック
ドライブ タイプテクニックの変身に使う建設車型のシフトカー。使いこなすにはクールな心で接する必要がある。
ファイヤーブレイバー
消防車型のシフトカーで、消火剤を装備している。
ローリングラビティ
シフトカーの移動に際して先頭を走り、道路を生成するシフトカー。重力を操る能力を備えている。
ロードウィンター
雪上車型のシフトカーで、冷気を放つ。
バーニングソーラー
ソーラーカー型のシフトカーで、車体上部から閃光を放つ。停電時には懐中電灯の代わりにもなる。エネルギー切れになると太陽光で充電をする必要があるため、日向ぼっこが大好きで進ノ介とは気が合う。タイヤコウカンには未使用。
カラフルコマーシャル
立体映像を投影可能なシフトカー。第20話ではスピンミキサーと力を合わせて、アニメ『murmur mansion』の放送スタート記念絵皿の複製品を作成したことがある。タイヤコウカンには未使用。
デコトラベラー
音楽を流す能力がある、人情に篤いデコトラ型のシフトカー。光のチェーンを操る。第19話でジャッジを追う追田の熱意と男気に心動かされ、犯人の証拠であるボタンを見付けた。タイヤコウカンには未使用。
アメイジングサーカス
舞台装置を作り出す能力があるシフトカー。アメリカで活動中だったが、剛と共に日本へと帰還した。タイヤコウカンには未使用。
シフトデッドヒート
ドライブ タイプデッドヒートまたはデッドヒートマッハの変身に使うサイドカー型のシフトカー。マッハドライバー炎でも変身可能であるため、マッハと1つで兼用するシフトカーでもある。ハートが持つデッドゾーンの力に対抗するために開発されたが、長時間使用して右肩のメーターがデッドゾーンに達すると、タイヤがバーストして使用者は暴走状態に陥ってしまう。所持していれば、魔進チェイサーやハートが発する超重加速内でも難なく動ける。
当初は4輪車の形状をしていたが、ハーレー・ヘンドリクソン博士の調整でサイドカーが追加されて完成した。
シフトフォーミュラ
ドライブ タイプフォーミュラの変身に使うフォーミュラーカー型のシフトカー。劇中に登場する以前から作成されていたが、必殺技を決めると使用者への肉体的負担が大きいため、ベルトさんによって存在を秘密にされていた。ベルトさんは「これを訓練無しで使用するのは、デッドヒート以上に危険だ」と評していた。所持していれば、シフトデッドヒートと同様に超重加速内でも難なく動ける。
ピットクルー
ハーレー博士がお手製のハーレーパイの包み紙に仕込んで残していった数式や設計図をもとにりんなが開発した、タイプフォーミュラーを長時間運用するためのサポートシフトカー。
マンターンF01（）
ドライブ タイプフォーミュラに燃料を供給するシフトカー。
ジャッキーF02（）
ドライブ タイプフォーミュラのメンテナンスに際し、ジャッキ型エネルギーを発生させるシフトカー。
スパーナF03（）
ドライブ タイプフォーミュラのボディのメンテナンスに際し、スパナ型エネルギー体を発生させるシフトカー。
シフトトライドロン
ドライブ タイプトライドロンの変身に使うトライドロン型のシフトカー。全てのシフトカーの能力を備えている。本来は、トライドロンと全シフトカーのエネルギーをトレーラー砲へ注ぎ込むために開発されていたが、フリーズの攻撃で仮死状態となった進ノ介の蘇生とベルトさんの再起動に応用された。
シフトスピードプロトタイプ
プロトドライブの変身に使われたシフトカーで、敗北後は破損していたがハートの手でチェイスに返される。内部にはチェイスの記憶が保存されている。その後、りんなによって修復された。
『仮面ライダー×仮面ライダー ゴースト&ドライブ 超MOVIE大戦ジェネシス』では、ゼロドライブの変身に使われた。
シフトハイスピード
『シークレット・ミッション type HIGH-SPEED!』に登場。
シフトスピードがりんなによって強化された姿で、ドライブ タイプハイスピードの変身に使うシフトカー。実は外装が変わっただけで、性能は元のままだった。
メガマックスフレア
『シークレット・ミッション type HIGH-SPEED!』に登場。
ロイミュード027が化けた「にせドライブ」に利用されたマックスフレアが、雪辱を期してりんなの強化措置を受けた姿。こちらもシフトハイスピード同様、外装を変えただけだった。
シフトフルーツ
『仮面ライダー×仮面ライダー ドライブ&鎧武 MOVIE大戦フルスロットル』に登場したオレンジデザインのシフトカー。
再び始まりの女へと戻った高司舞により、シフトスピードと仮面ライダー鎧武が持つオレンジロックシードの力が融合することで誕生した。ドライブとトライドロンをタイプフルーツへと変身させる。
シフトハートロン
Vシネマ『ドライブサーガ 仮面ライダーマッハ/仮面ライダーハート』に登場したシフトカー。
当初は銀色になったシフトトライドロンのような形状をしたコア収束装置で、チェイス復活実験に使用されたが、ハート・ブレン・メディックのコアが入り込んで赤いシフトカーへと変化した。
仮面ライダーハートの変身に使われたほか、ネットワークアクセス機能を活かして警察のコンピュータから情報を引き出すためにも用いられた。
シフトライドクロッサー
Vシネマ『ドライブサーガ 仮面ライダーマッハ/仮面ライダーハート』に登場。
ライドクロッサー型のシフトカーで、仮面ライダーマッハチェイサーの変身に使われた。
チェイス再生のための研究と並行して開発されていたものだが、突然自走を始めたり、狩野洸一を詩島剛のもとへと導くなど不思議な動きを見せており、おそらくコア収束装置の代わりにチェイスの意志を宿したのではないかと推測される。

### シフトネクスト
2035年の未来技術で開発された、未来のシフトカー。いずれも『劇場版 仮面ライダードライブ サプライズ・フューチャー』に登場。
シフトネクストスペシャル
未来のシフトカー。
ダークドライブの変身に使われた。その後マッドドクターの調整を受けて、ドライブ タイプスペシャルの変身にも使われた。
ネクストハンター
ダークドライブが操る2035年の未来で作成されたシフトカーで、パトカーと融合した。
ネクストデコトラベラー
ダークドライブが操る2035年の未来で作成されたシフトカーで、トラックと融合した。
ネクストビルダー
ダークドライブが操る2035年の未来で作成されたシフトカーで、重機と融合した。

### シグナルバイク
ハーレー・ヘンドリクソンが開発した小型バイク。シフトカーと同様、個別に意志を持っているため、単独でロイミュードを追うことが多い剛にとっては心強い味方である。小型グラビティドライブエンジンコア・ドライビア-Sを動力として搭載しており、シフトカーと同様に重加速現象を無効化できる。
- デザイン上、車種の違いで差別化できるシフトカーと異なり、バイクの形状で個性を出すのは難しいため、特徴や能力を表すものとして交通標識が用いられている[109]。設定上は、各シグナルバイクの能力をイメージしたアビリティクレストと呼ばれる[199]。それとは別に、各車体には機能からイメージされたミサイル兵器類が造形されている[107]。

シグナルマッハ
仮面ライダーマッハの変身に使用されるライドマッハー型のシグナルバイク。
シグナルマガール
エネルギー弾を自在に曲げることができるシグナルバイク。移動に際して、つい左折を繰り返す癖がある。
- モチーフはオフロードバイクで、造形された兵器はホーミング弾である。

シグナルカクサーン
エネルギー弾を拡散させることができるシグナルバイク。
- モチーフはアメリカンバイクで、造形された兵器はガトリング砲である。

シグナルトマーレ
エネルギー弾に電撃を加えて、敵の動きを止めることができるシグナルバイク。移動に際して、つい緊急停止を繰り返す癖がある。
- モチーフはオンロードバイクで、造形された兵器は電極である。

シグナルキケーン
ミサイルのような姿の魔獣を呼び出すことができるシグナルバイク。
- アビリティクレストは「熊出没注意」のような標識をイメージしているが、車体の形状はモチーフがないオリジナル造形である。

シグナルチェイサー
仮面ライダーチェイサーの変身に使用されるライドチェイサー型のシグナルバイク。魔進チェイサーの生体パーツを材料として、シグナルマッハを参考にりんなが作成した。
チェイスは死の直前に剛に託し、ゴルドドライブとの最終決戦では、剛が仮面ライダーチェイサーマッハの変身に使用した。